# Inkwizycja

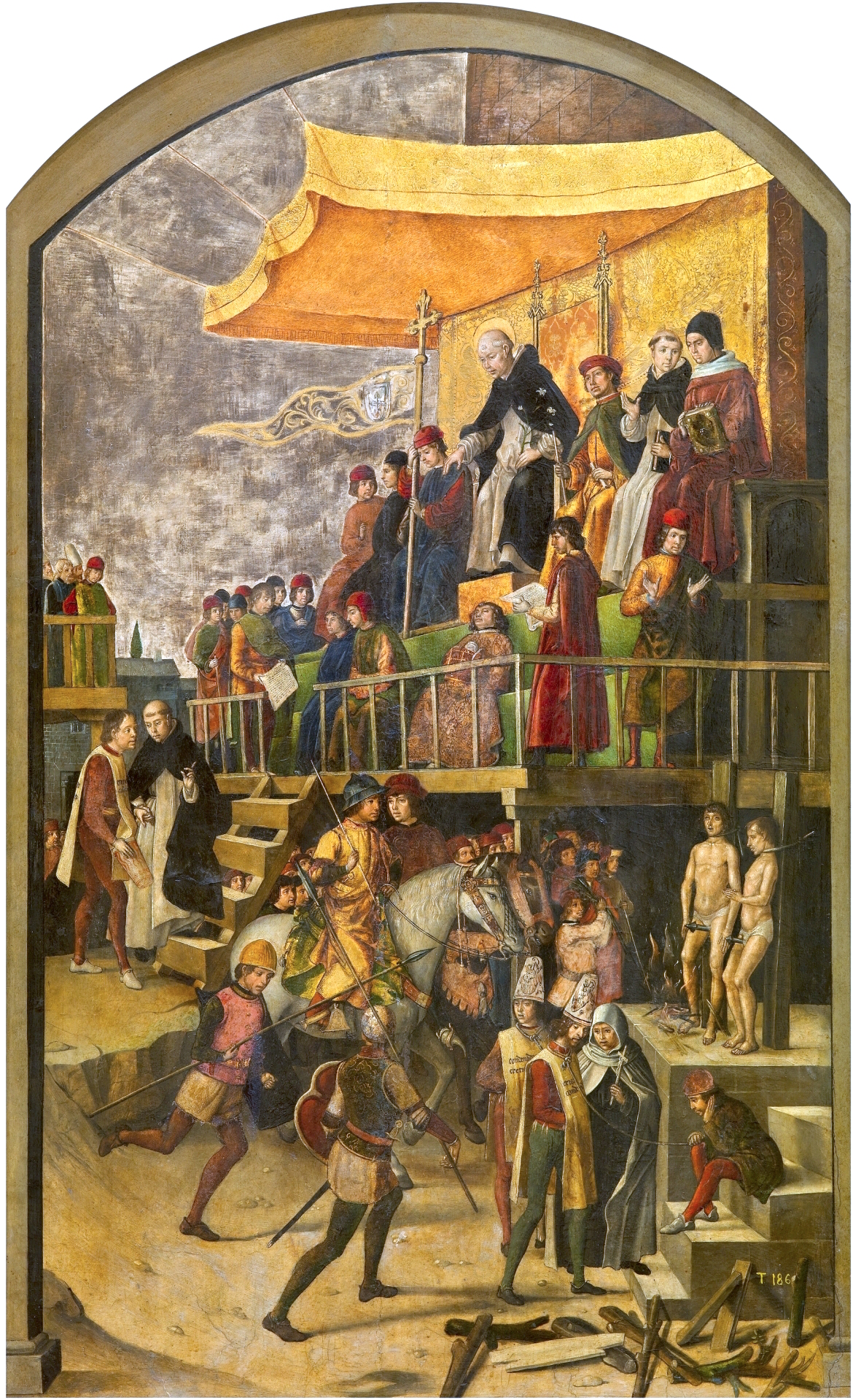
Św. Dominik przewodniczy auto da fe, obraz Pedro Berruguete (ok. 1495). Według średniowiecznej legendy hagiograficznej św. Dominik miał być pierwszym inkwizytorem

Inkwizycja,  Inquisitio haereticae pravitatis, Sanctum officium (łac. inquisitio – śledztwo, badanie) –  instytucja śledczo-sądownicza Kościoła katolickiego działająca od XIII do XIX wieku, utworzona w celu wyszukiwania, nawracania i karania heretyków w oparciu o postanowienia ujęte w dokumentach soborowych, synodalnych oraz bullach papieskich.
W skład inkwizycji wchodziły trybunały biskupie i urzędy inkwizytorów mianowanych bezpośrednio przez papieża oraz współpracujące z nimi władze świeckie.
Termin inkwizycja oznacza też procedurę śledczą, którą posługiwali się inkwizytorzy i która oparta była na oskarżeniu publicznym, starannym śledztwie prowadzonym z urzędu, archiwizowaniu wyników dochodzeń oraz wydawaniu wyroku.
W czasach nowożytnych termin inkwizycja oznacza zbiorczą nazwę osobnych instytucji kościelnych działających w monarchii hiszpańskiej (inkwizycja hiszpańska), portugalskiej (inkwizycja portugalska) oraz na terenie państw włoskich (inkwizycja rzymska), których głównym zadaniem było zwalczanie herezji i pilnowanie ortodoksji katolików mieszkających na obszarze podlegających ich jurysdykcji.
W ciągu przeszło 600 lat działalności sądy inkwizycyjne skazały na różne kary kilkaset tysięcy osób, z czego prawdopodobnie kilkanaście tysięcy zostało straconych.
Inkwizycja stanowi jeden z najbardziej kontrowersyjnych tematów z historii Kościoła katolickiego, obecny w polemikach międzyreligijnych, antyreligijnych i antyklerykalnych.
W języku potocznym termin ten bywa używany jako synonim kontroli sumień i poglądów przez władzę.

## Historia

### Geneza

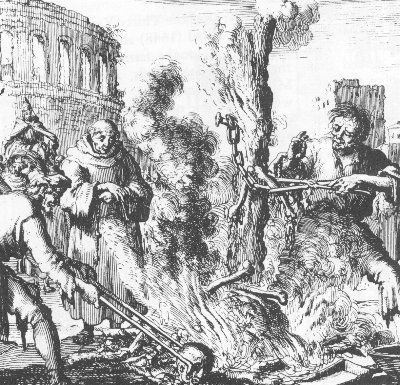
Spalenie ciała Arnolda z Brescii

Inkwizycja została powołana jako odpowiedź Kościoła katolickiego na szerzące się w wielu regionach Europy ruchy heretyckie.
W XI wieku w różnych miejscach ujawniały się grupy wiernych sprzeciwiających się doktrynie Kościoła, np. w 1022 w Orleanie, w 1025 w Arras, w 1028 w Monteforte, w 1051 w Goslarze.
W I połowie XII wieku we Francji, Niderlandach i we Włoszech działało kilku heretyckich kaznodziejów, którzy zdołali pociągnąć za sobą grupy zwolenników (np. Henryk Mnich, Pierre de Bruis, Tanchelm z Utrechtu, Eon z l'Etoile, Arnold z Brescii). Ruchy te okazały się jednak nietrwałe, wygasały wraz ze śmiercią przywódcy lub wskutek podjętych działań represyjnych.
Pojawienie się herezji katarów w XII w. stało się jednak poważnym wyzwaniem dla Kościoła. Ich początki są trudne do uchwycenia z uwagi na skąpą liczbę źródeł. Wiadomo, że wywodzili się ze wschodniochrześcijańskiej herezji bogomilskiej. Np. katarzy schwytani w 1143 w Kolonii przyznawali, że ich współwyznawcy żyją „w Grecji”, tj. w Cesarstwie Bizantyńskim, a w późniejszym okresie katarzy z Francji i Włoch utrzymywali kontakty z gminami bogomilskimi na Bałkanach. Najwcześniejsze wzmianki o tej herezji pochodzą z Nadrenii, gdzie w 1143 grupa katarów została aresztowana i przed końcem procesu zlinczowana przez tłum. Najwięcej zwolenników herezja zdobyła w południowej i północno-wschodniej Francji oraz na północy Włoch, gdzie katarzy wytworzyli nawet własne struktury kościelne i zyskali przychylność ze strony części lokalnych elit. Katarzy zostali potępieni na synodzie w Tours w 1163 i ponownie na Soborze Laterańskim III w 1179.
Innym masowym ruchem heretyckim powstałym w XII wieku byli waldensi, którzy działali w południowej i wschodniej Francji, we Włoszech, Niemczech i Aragonii. Zostali potępieni przez Kościół w 1184.
Władze kościelne przez długi czas nie były pewne, jakie środki należy podjąć wobec heretyków. Od starożytności tradycyjnymi środkami Kościoła przeciwko herezji były napomnienie i pokuta, a w ostateczności ekskomunika, czyli wykluczenie z grona wiernych. Przyjęcie chrześcijaństwa przez Cesarstwo Rzymskie w IV wieku i późniejsza chrystianizacja państw i ludów barbarzyńskich w Europie nie zmieniły tego podejścia. Kościół wczesnośredniowieczny szybko stał się jednak główną podporą ukształtowanego w tym okresie ładu społecznego, co otworzyło drogę do traktowania odstępstwa religijnego jako przejawu buntu wobec istniejącego porządku.
W XI–XII wieku duchowni jednak nadal na pierwszym miejscu stawiali perswazję. Biskupi, przed którymi stawiano heretyków, zawsze próbowali nakłonić ich do porzucenia herezji. Na tereny objęte herezją wysyłano ortodoksyjnych kaznodziejów (np. misja Bernarda z Clairvaux w Tuluzie w 1145), organizowano nawet publiczne dysputy z heretykami (np. w 1165 w Lombes) starając się wykazać błędność ich wierzeń.
Wątpliwości budziło natomiast, co należy robić, gdy heretycy, mimo perswazji, nie chcieli się wyrzec swych wierzeń. Wśród duchownych toczyła się dyskusja, czy należy ich wówczas karać, czy też zostawić w spokoju, a jeśli karać, to w jaki sposób.
Bardziej zdecydowane w tej kwestii były władze świeckie, które traktowały herezję jako przejaw buntu wobec istniejącego porządku społecznego, tym bardziej że wiele grup heretyckich potępiało składanie przysiąg, będących fundamentem społeczeństwa feudalnego. W 1022 w Orleanie kilkunastu heretyków spalono na rozkaz króla Francji Roberta II Pobożnego, w 1028 po śledztwie przeprowadzonym w Monteforte przez mediolańskiego arcybiskupa Ariberto świeccy capitanei spalili kilkudziesięciu heretyków, w 1051 cesarz Henryk III Salicki powiesił kilku heretyków w Goslarze, a w 1143 trzech katarów spalono w Bonn. Jeszcze częściej dochodziło do samosądów ze strony tłumów (np. w Soissons w 1114, w Nadrenii w 1143, 1144 i 1163, w Vézelay w 1167).
Stanowisko duchownych wobec tych działań było niejednoznaczne. Biskupi, przed których sądami stawiano heretyków, starali się w pierwszej kolejności nakłonić ich do porzucenia herezji. W połowie XII wieku Bernard z Clairvaux pisał, że heretyków należy zwalczać za pomocą argumentów, a nie broni. Duchowni w tym okresie często potępiali samosądy oraz arbitralne działania władz świeckich przeciwko heretykom (takie jak egzekucje w Goslarze w 1051 czy lincze w Kolonii i Liège w 1144). Z reguły jednak, mimo dawania pierwszeństwa przekonywaniu, większość duchownych (nie wyłączając Bernarda z Clairvaux) przyjmowała, że jeśli herezja została udowodniona, a heretyk uporczywie odmawia podporządkowania się Kościołowi, ten ostatni ma prawo odwołać się do pomocy władzy świeckiej.
Jednym z nielicznych wyjątków był biskup Wazo z Liège, który, odwołując się do ewangelicznej przypowieści o pszenicy i chwaście, uważał, że heretyków należy zostawić w spokoju.
Akceptacja dla interwencji władz świeckich niekoniecznie jednak oznaczała akceptację dla stosowania wobec heretyków kary śmierci. Do końca XII wieku wśród pisarzy kościelnych (np. Bernard z Clairvaux, Pierre le Chantre, Gerhoh z Reichersbergu) dominował daleko posunięty sceptycyzm wobec tej kary, preferowano raczej wygnanie lub więzienie. W 1028 arcybiskup Ariberto był przeciwny egzekucjom heretyków z Monteforte. Synod w Reims w 1148 zakazał karania heretyków śmiercią, nakazując wtrącać ich do więzienia o chlebie i wodzie. Z kolei w 1162 papież Aleksander III, wbrew woli króla Francji Ludwika VII, ułaskawił heretyków schwytanych przez arcybiskupa Reims. Jeszcze w 1199 Innocenty III nakazywał karanie heretyków jedynie wygnaniem i konfiskatą dóbr, a nie śmiercią. (Konfiskaty mienia miał uzasadniać zredagowany w średniowieczu prosty sylogizm: „heretyk nie ma prawa do własności”. Stąd uważano, że Kościół nie popełnia grzechu lecz bierze „swoje” i „swoim” rozporządza.)

### Inkwizycja biskupia (1184–1231)
Nieskuteczność metod perswazyjnych oraz zwiększająca się liczba samosądów, których ofiarą padały także osoby niezwiązane z herezją, powodowały, że Kościół coraz bardziej skłaniał się do podejmowania zorganizowanych działań represyjnych wobec herezji, aby z jednej strony zapewnić skuteczne jej zwalczanie, a z drugiej zapobiegać arbitralnym działaniom i karaniu ludzi, którym nie udowodniono winy. Sprzyjał temu rozwój studiów nad prawem rzymskim na uniwersytecie w Bolonii - wtedy ponownie odkryto kodeksy cesarzy Teodozjusza II i Justyniana, uznające herezję za zbrodnię obrazy majestatu i karzące ją śmiercią.
W listopadzie 1184 w Weronie papież Lucjusz III w porozumieniu z cesarzem Fryderykiem I wydał bullę Ad abolendam, która określała sposób postępowania względem podejrzanych o herezję i ściśle rozgraniczała kompetencje władz duchownych i świeckich. Najpierw biskup miał przeprowadzić badanie (inquisitio), czy podejrzany rzeczywiście jest heretykiem. W przypadku potwierdzenia zarzutu herezji winnego należało wezwać do nawrócenia, a w razie odmowy oddać władzy świeckiej, która dopiero wtedy mogła wymierzyć stosowną karę. Władze świeckie zobowiązano do współpracy z biskupami w zwalczaniu herezji.
Bulla nie wspominała nic o karze śmierci, natomiast nakazywała konfiskowanie majątku skazanych heretyków. Również ustawy wydane krótko potem przez cesarza mówią jedynie o wygnaniu i konfiskacie majątku. 
Bulla zobowiązywała też biskupów do wizytowania (osobiście lub poprzez archidiakonów) podlegających im parafii w celu poszukiwania heretyków. Oznaczało to definitywny koniec niezdecydowania władz kościelnych w kwestii, czy należy występować sądownie przeciw heretykom. 
Wydanie tej bulli jest często uznawane za moment narodzin inkwizycji biskupiej.

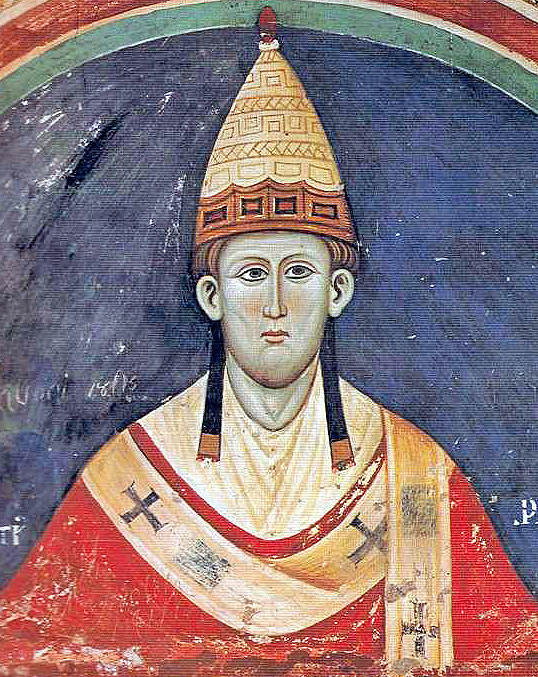
Papież Innocenty III

Inkwizycja biskupia okazała się nieskuteczna w walce z herezją. Jedną z głównych przyczyn był niski poziom moralny i intelektualny większości ówczesnych hierarchów kościelnych w Langwedocji. Ponadto skuteczne represje wymagały współpracy władz świeckich, a w południowej Francji i we Włoszech znaczna część miejscowych elit sprzyjała heretykom.
Kary śmierci, represje: Z lat 1184–1231 można przytoczyć bardzo niewiele przykładów działania inkwizycji biskupiej w praktyce. Mimo to miały miejsce procesy, zakończone karą śmierci. Np. w latach 1199–1208 biskup Hugo z Auxerre i kilku innych biskupów z Szampanii prowadziło dochodzenia inkwizycyjne w swoich diecezjach, w których wyniku doszło do egzekucji heretyków w 1200 w Troyes (pięciu spalonych), w 1201 w Nevers (jeden) i w 1204 w Braine (kilku spalonych). Wielu heretyków z tych diecezji podporządkowało się wówczas Kościołowi, ale ich liczba nie jest precyzyjnie określana w źródłach. W procesach tych kilkakrotnie na korzyść podejrzanych interweniowała Stolica Apostolska. Pojedyncze egzekucje miały też miejsce na terenie Anglii (w 1222) i w niemieckim Hildesheim (w 1225). Jeden z większych procesów odbył się w 1212 w Strasburgu, gdzie miejscowy biskup Heinrich von Veringen wydał wyrok spalenia 80 waldensów, a na ponad 400 innych wymusił porzucenie herezji.
20-letnia krucjata przeciw katarom. Okrucieństwa
Kiedy 15 stycznia 1208 roku rycerze Rajmunda VI, hrabiego Tuluzy zabili Piotra de Castelnau, Innocenty III odebrał to jako prowokację i ogłosił krucjatę w Langwedocji. Trwające (z przerwami) przez 20 lat (1209–1229) wyprawy krzyżowe do Langwedocji, naznaczone okrucieństwem krzyżowców (liczne masakry, m.in. rzeź Béziers w 1209), doprowadziły do podporządkowania tego regionu monarchii francuskiej (traktat z Paryża w 1229), popierającej zdecydowane kroki przeciwko herezji.
Ustawy antyheretyckie. Sobor lateraneński
Sobór laterański IV w 1215 podsumował dotychczasowe ustawodawstwo antyheretyckie. Kanon De haereticis potwierdzał, że tych, którzy odmówią przyjęcia zasad wiary katolickiej, należy ekskomunikować i przekazać w ręce władz świeckich, by te wymierzyły karę. Nie określał on jeszcze rodzaju kary, ale w każdym przypadku pociągała ona konfiskatę całego mienia. Podejrzanych, którzy nie zdołali się oczyścić w ciągu roku od chwili oskarżenia, ekskomunikowano i traktowano jako skazanych za herezję. Ludzie mający powiązania z heretykami mogli zostać aresztowani i ukarani jako ich obrońcy lub wspólnicy.
Stopniowe zaostrzanie ustawodawstwa świeckiego i kościelnego Okres inkwizycji biskupiej (1184–1231) charakteryzuje się także stopniowym zaostrzaniem świeckiego ustawodawstwa antyheretyckiego. W 1198 król Aragonii Piotr II wprowadził oficjalnie karę stosu za wyznawanie herezji. Podobne rozporządzenia wydał również cesarz Fryderyk II Hohenstauf dla Lombardii (1224), królestwa Sycylii (1231) i Niemiec (1232). W 1231 karę stosu dla heretyków wprowadziły także władze miejskie Rzymu.
W tym samym roku także papież Grzegorz IX w konstytucji Excommunicamus & anathemicus oficjalnie zaaprobował cesarskie ustawy, akceptując tym samym wymierzanie heretykom kary śmierci.
Perswazja Obranie represyjnego kierunku nie oznaczało rezygnacji z perswazji. Na początku XIII wieku papież Innocenty III zlecił intensyfikację działań misyjnych w południowej Francji, powierzając je cystersom. Udzielił też poparcia misji św. Dominika Guzmana w tym regionie. Jego następca, Honoriusz III, w 1216 oficjalnie zatwierdził nowy zakon dominikanów, którego głównym zadaniem była walka z herezjami. Misje te dały jednak jedynie połowiczne efekty. Można jeszcze wymienić dochodzenie przeprowadzone w diecezji Tuluza w 1229–1230, gdzie trybunał pod przewodnictwem miejscowego biskupa Fulko oraz papieskiego legata kardynała Romano Bonaventura pojednał z Kościołem licznych heretyków.
Perswazja, wobec groźby represji aż do śmierci włącznie w razie pozostania przy swoich poglądach i praktykach, nie może jednak być uważana jako pozostawienie wolności wyboru. Był to raczej początek procesu, zmierzającego do wymuszenia oczekiwanych postaw religijnych, w razie zaś niepodporządkowania się przystępowano do bardziej radykalnych działań.

### Średniowieczna inkwizycja papieska

#### Początki: nominacje papieskie inkwizytorów XIII w.

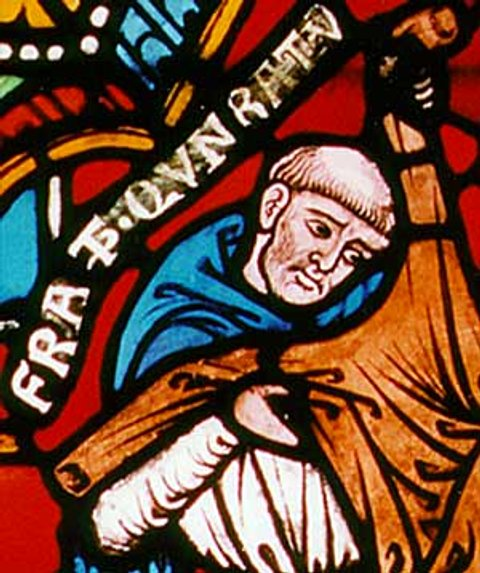
Konrad z Marburga – pierwszy papieski inkwizytor

Nie istnieje żaden konkretny dokument powołujący do życia inkwizycję papieską jako taką. Przyjmuje się, że została ona utworzona w wyniku dokonanej przez papieża Grzegorza IX w latach 1231–1233 serii nominacji różnych duchownych (głównie dominikanów) na inkwizytorów heretyckiej przewrotności (łac. Inquisitores haereticae pravitatis), którym udzielono nadzwyczajnych pełnomocnictw do „wykrywania, nawracania i karania heretyków”. Nominacje te obejmują:
- 11 października 1231, bulla Cum de summo munere – nominacja niemieckiego księdza (być może premonstratensa) Konrada z Marburga na inkwizytora Niemiec[22],
- 3 listopada 1232, bulla Cum dilectus filius noster – nominacja dla dominikanina Alberyka na inkwizytora Lombardii,
- 19 kwietnia 1233, bulla Gaudemus in Domino – nominacja dla dominikanina Roberta le Bougre z konwentu w Besançon na inkwizytora prowincji kościelnych w północnej Francji,
- 20 kwietnia 1233, bulla Licet ad capiendes – skierowana do dominikanów z prowincji kościelnych Bourges, Bordeaux, Narbonne, Auch, Vienne, Arles, Aix-en-Provence i Embrun, nakazująca im podjęcie działań inkwizycyjnych wobec heretyków
- Sporne jest, czy do powyższej serii dokumentów nominacyjnych należy zaliczać także niemal jednobrzmiące bulle zatytułowane Ille humani generis skierowane do dominikanów z konwentów w Ratyzbonie (22 listopada 1231), Friesach (27 listopada 1231), Würzburgu (2 marca 1232) i Strasburgu (2 grudnia 1232), a nieco później także do prowincjałów Prowansji (22 kwietnia 1233) i Lombardii (20 maja 1237). W literaturze przedmiotu przeważa odpowiedź twierdząca. Pogląd ten zakwestionował jednak Peter Segl, który po analizie wspomnianych dokumentów doszedł do wniosku, że pełnomocnictwa dla niemieckich dominikanów nie obejmowały uprawnień sądowo-śledczych, a jedynie kaznodziejskie i duszpasterskie[23].

Dokumenty nominacyjne kładły nacisk przede wszystkim na kaznodziejskie funkcje inkwizytorów, na drugim planie stawiając funkcje sądowo-śledcze i wydaje się, że w działalności wielu trzynastowiecznych inkwizytorów aspekt kaznodziejski istotnie przeważał. Niemniej, dały one początek nowej instytucji o charakterze represyjnym, wieńcząc w ten sposób proces instytucjonalizacji średniowiecznej nietolerancji wobec dysydentów religijnych.
Kolejne nominacje rozszerzyły (przynajmniej formalnie) działalność dominikańskich inkwizytorów na środkowe i południowe Włochy (1235), Aragonię i Nawarrę (1238) oraz Bośnię (1239). Nieco później na inkwizytorów zaczęto wyznaczać także franciszkanów, początkowo obok dominikanów (np. w 1235 w Tuluzie, w 1238 w Aragonii i Nawarze), potem także samodzielnie (np. w 1254 dla środkowej Italii, w 1257 dla Czech).

#### Okrucieństwa inkwizytorów, okrucieństwa wobec katarów - XIII w.
Działalność pierwszych inkwizytorów pokazała, że brak jasno ustalonych reguł proceduralnych stwarza ryzyko poważnych nadużyć, a także naraża nowe trybunały na konflikty z lokalnymi władzami duchownymi i świeckimi z uwagi na naruszenie ich tradycyjnych prerogatyw. Szczególną bezwzględnością wyróżnił się niemiecki inkwizytor Konrad z Marburga. Zarzucano mu wydawanie wyroków na podstawie pomówień i okrucieństwo. W reakcji na to 30 lipca 1233 Konrad został zamordowany. Rok później synod pod przewodnictwem arcybiskupa Moguncji zrehabilitował około 50 skazanych przez niego osób.
Sławę zyskał też pierwszy inkwizytor północnej Francji Robert le Bougre, który został w końcu odwołany z urzędu i skazany na „wieczne więzienie”. Nowsze badania doprowadziły jednak do częściowej rehabilitacji tej postaci.
Na opór lokalnych społeczności napotkali także dominikańscy inkwizytorzy w Langwedocji i we Włoszech, choć nie wynikał on tutaj z nadużyć czy okrucieństwa, ale z faktu, że spora część miejscowych elit sympatyzowała z katarami. W 1235 rozruchy doprowadziły do wygnania dominikanów z Tuluzy, a w 1242 w Avignonet zamordowano inkwizytorów Wilhelma Arnolda i Stefana z Saint-Thibery. W odpowiedzi zorganizowano wyprawę zbrojną przeciwko twierdzy katarów w Montségur, gdzie schronili się zabójcy. Po upadku twierdzy w 1244 ponad 200 katarów spalono na stosie.
We Włoszech na skutek opozycji lokalnych elit pierwsi inkwizytorzy, poza nielicznymi wyjątkami, musieli ograniczyć swą działalność do kaznodziejstwa. W 1252 w rejonie Como heretycy zabili inkwizytora Piotra z Werony. Przeprowadzenie śledztw w większości miast i regionów stało się możliwe dopiero w drugiej połowie XIII wieku.

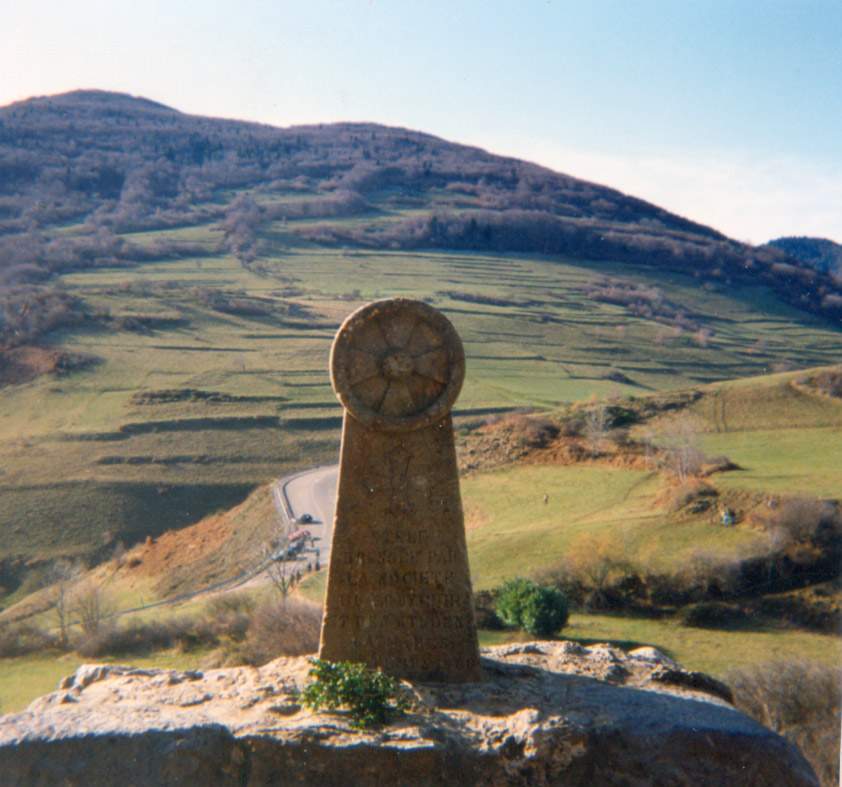
Pomnik upamiętniający masową egzekucję katarów w Montségur w 1244

Zabójstwa inkwizytorów w Niemczech i Langwedocji, choć spotkały się z reakcją odwetową ze strony Kościoła, spowodowały także dopracowanie norm proceduralnych obowiązujących inkwizytorów. Reguły ustalone na synodach w Tarragonie (1242), Narbonne (1243) i Béziers (1246) miały na celu wyeliminowanie nadużyć. Okres kształtowania procedury inkwizycyjnej w sprawach o herezję zamyka bulla Innocentego IV Ad extirpanda z 15 maja 1252, zawdzięczająca swą sławę głównie temu, że zezwalała na stosowanie tortur. Późniejsze regulacje polegały jedynie na modyfikacjach modelu ukształtowanego w latach 1184–1252.
Upadek twierdzy Montsegur w 1244 ułatwił pracę inkwizycji w Langwedocji. Systematyczne śledztwa prowadzone przez inkwizytorów od lat 40. XIII wieku albo wymusiły konwersję większości katarów na katolicyzm, a tych, którzy trwali w herezji zmusiły do przejścia do głębokiej konspiracji.
Ostateczny kres kataryzmu w południowej Francji przyniosła działalność inkwizytora Tuluzy Bernarda Gui w latach 1307–1323 oraz biskupa Pamiers Jacques’a Fourniera w latach 1318–1324.
Podobny proces nieco później miał miejsce także we Włoszech. W 1276 w wyniku zbrojnej ekspedycji upadło Sirmione, główny ośrodek kataryzmu w Lombardii, gdzie schwytano około 170 członków warstwy przywódczej sekty. Dwa lata później wielu z nich spalono na stosie w Weronie. Ostatnia większa seria procesów przeciwko katarom odbyła się w Bolonii w latach 1291–1310.

#### Inkwizycja w XIV i XV wieku
Procesy wobec Joachima z Fiore i jego zwolenników Na początku XIV wieku inkwizytorów w północnych Włoszech i południowej Francji absorbowały niewielkie grupy heretyckie czerpiące z millenarystycznych nauk Joachima z Fiore. Przywódca jednej z takich grup, Dolcino, wzniecił powstanie w okolicach Novary i po schwytaniu w 1307 został spalony. Jego zwolenników inkwizytorzy i biskupi skazywali jeszcze wiele lat później i to w tak odległych miejscach jak hiszpańska Galicia. Drugą grupą odwołującą się do nauk Joachima z Fiore byli spirytuałowie, tj. dysydencki ruch w obrębie zakonu franciszkanów, potępiony przez papieża Jana XXII w 1317. W ciągu następnych kilkunastu lat liczni spirytuałowie stanęli przed inkwizytorami w południowej Francji. Pod wpływem represji ulegli rozproszeniu, znajdując schronienie głównie we Włoszech (gdzie zwano ich fraticelli), ale ich obecność odnotowywano także w innych krajach, m.in. w Hiszpanii i na Węgrzech. Ostatnia pewna wzmianka o nich pochodzi z 1466 roku.

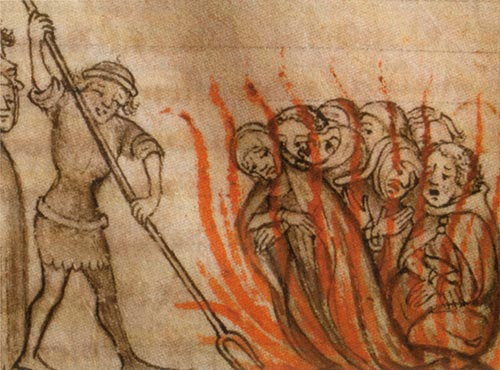
Spalenie templariuszy w 1314

Proces i spalenie templariuszy W latach 1307–1312 inkwizytorzy niemal w całej Europie zostali zaangażowani w proces templariuszy. Śledztwo to, zakończone kasatą zakonu templariuszy przez Sobór w Vienne (1312) i straceniem jego przywódców (1314), jest często przywoływane jako przykład wykorzystywania inkwizycji do celów politycznych.
Próby ograniczenia nadużyć inkwizytorów Na Soborze w Vienne podjęto też uchwały mające na celu ukrócenie nadużyć ze strony inkwizytorów. Impulsem do tych uchwał były prawdopodobnie nadużycia stwierdzone w 1306 przez komisję kardynalską badającą skargi więźniów inkwizycji w Carcassonne. Sobór zobowiązał inkwizytorów do bliższej współpracy z biskupami (zgoda biskupa stała się konieczna m.in. do zastosowania tortur). Ponadto ustalono minimalny wiek nowo mianowanych inkwizytorów na 40 lat.
Procesy wobec Waldensów W XIV wieku głównym ruchem heretyckim zwalczanym przez inkwizycję byli waldensi. Ich skupiska znajdowały się przede wszystkim w Alpach francuskich i w Piemoncie, a nadto w Austrii, Czechach, na Śląsku i we wschodnich Niemczech. Obecność waldensów była prawdopodobnie głównym powodem rozszerzania działalności inkwizycji na wschodnią Europę. Początkowo procesy wytaczane waldensom w tej części Europy były dziełem inkwizycji biskupiej (w Austrii ok. 1266 i 1311–1315, na Śląsku w 1315), jednak w 1318 papież Jan XXII mianował papieskich inkwizytorów dla Czech i Polski. W latach 30. i 40. XIV wieku praski inkwizytor Gallus z Neuhaus prowadził zakrojone na dużą skalę śledztwo przeciwko waldensom, które mogło objąć nawet kilka tysięcy osób. Represje przeciwko waldensom były prowadzone także w Alpach (na pograniczu włosko-francuskim). Zostały one zainicjowane przez papieża Benedykta XII, ale były mało efektywne, gdyż waldensi zamieszkiwali trudno dostępne rejony górskie, gdzie tworzyli zwarte społeczności. Działający tam inkwizytorzy często musieli odwoływać się do zbrojnej pomocy władz świeckich. Choć większe kampanie inkwizycyjne przeciwko waldensom powtarzały się regularnie po obu stronach Alp do połowy XV wieku i niekiedy miały bardzo brutalny charakter (np. działalność inkwizytora François Borela w Delfinacie pod koniec XIV wieku), ostatecznie w drugiej połowie XV wieku lokalne władze świeckie i kościelne przyjęły politykę faktycznej tolerancji wobec waldensów, wymagając od nich jedynie uczestnictwa we wszystkich obowiązkowych obrzędach katolickich, płacenia dziesięcin i niewyznawania swych poglądów publicznie. Nawet kiedy w 1487 papież Innocenty VIII ogłosił krucjatę przeciwko waldensom, inkwizytorzy Biagio Berra z Mondovi i Aimone Taparelli z Savigliano uchylili się od wzięcia w niej udziału. Ostatnia seria procesów w Delfinacie odbyła się w 1532 i wzbudziła protesty ze strony lokalnego parlamentu. W tym samym roku waldensi przyłączyli się do obozu protestanckiego.
Zwalczanie herezji wolnego ducha Inną herezją, potępioną przez Sobór w Vienne w 1312 i absorbującą inkwizytorów w ciągu XIV wieku i na początku XV wieku była tzw. herezja wolnego ducha. Najprawdopodobniej nigdy nie istniała zorganizowana sekta wyznająca tę herezję, pojęciem tym określano pewną grupę nieortodoksyjnych poglądów, o które podejrzewano najczęściej przedstawicieli świeckich stowarzyszeń religijnych o nieuregulowanym statusie kanonicznym (np. begardzi i beginki, biczownicy). W związku z tą herezją ustanowiono inkwizycję w Niemczech (1348) i to w tym kraju odbyło się najwięcej procesów, w których stawiano zarzuty o jej wyznawanie (np. działalność inkwizytora Waltera Kerlingera w latach 60. i 70. XIV wieku, procesy w Turyngii 1414 i 1446 itd.). Jeden z najbardziej znanych procesów miał miejsce w Świdnicy w 1332. Ostatni przypadek „herezji wolnego ducha” odnotowano przy okazji procesu Hansa Beckera, spalonego w Moguncji w 1458.

#### Zmniejszenie znaczenia inkwizycji
Niezależnie od lokalnie prowadzonych kampanii przeciwko waldensom i heretyckim mistykom XIV i XV wiek to okres stopniowego zmniejszania znaczenia papieskiej inkwizycji. Wytępienie lub zepchnięcie na margines zorganizowanych ruchów heretyckich spowodowało zmniejszenie liczby procesów. Jednocześnie scedowanie przez papieża prawa nominacji inkwizytorów na dominikańskich lub franciszkańskich prowincjałów zakonnych doprowadziło do tego, że funkcja inkwizytora zaczęła być postrzegana jedynie jako stopień w karierze zakonnej, mający znaczenie wyłącznie honorowe i niewiążący się z dodatkowymi obowiązkami. Choć nominacje dokonywane przez prowincjałów zapewniały ciągłość obsady urzędu inkwizycji w poszczególnych regionach, a nawet doprowadziły do ukształtowania stałych trybunałów, o ustalonej siedzibie i obszarze jurysdykcji, ich praktyczne znaczenie było coraz mniejsze.
Statuty miejskie Mediolanu z lat 1343–1495 nie zawierają żadnych odniesień do inkwizycji czy karania heretyków.
We Francji już w XIV wieku inkwizycja stała się sądem podrzędnym w stosunku do parlamentów. W niektórych regionach, pomimo stałej obecności inkwizytorów, reguły postępowania wobec heretyków poszły w zapomnienie. Wielu XIV- i XV-wiecznych inkwizytorów pełniło rozmaite funkcje administracyjne lub poświęcało się karierze naukowej, a urząd inkwizytorski traktowali jedynie jako prestiżowe wyróżnienie. Obsada urzędu w poszczególnych okręgach coraz częściej stawała się też przedmiotem wewnątrzzakonnej rywalizacji, zwłaszcza pomiędzy zakonnikami z konwentualnych i obserwanckich gałęzi zakonów franciszkanów i dominikanów.
Spadkowi znaczenia inkwizycji i przekształcaniu funkcji inkwizytora w urząd stricte honorowy towarzyszyło jednocześnie zwiększanie liczby inkwizytorów. W Lombardii w 1475 działało 10 inkwizytorów, zgodnie z regulacją papieża Benedykta XI z 1304; w 1515 było ich już 19, choć nieliczni tylko prowadzili faktyczną działalność. W prowincji aragońskiej z kolei liczba inkwizytorów wzrosła z dwóch w 1413 do sześciu w 1459, co jednak nie przełożyło się na wzrost ich aktywności. Podobnie było z inkwizycją w Europie środkowo-wschodniej.
Polowania na czarownice W drugiej połowie XV i na początku XVI wieku niektórzy inkwizytorzy, zwłaszcza włoscy, znacząco przyczynili się do rozwoju polowań na czarownice, poprzez pisanie traktatów na temat czarodziejstwa i osobisty udział w procesach. Zaangażowani w to inkwizytorzy odpowiedzialni są za przynajmniej kilkaset egzekucji. Wśród najbardziej znanych inkwizytorów-demonologów są niemiecki inkwizytor Heinrich Kramer (autor Młota na czarownice) oraz włoscy inkwizytorzy Bernardo Rategno da Como (inkwizytor Como 1505–1512, autor Tractatus de strigiis) i Silvestro Mazzolini da Prierio (inkwizytor Brescii, Mediolanu i Rzymu 1508–1527, autor De strigimagarum daemonumque mirandis). Wśród łowców czarownic znani byli  m.in. inkwizytor Lorenzo Soleriego (inkwizytor Vercelli w latach 1483–1527), Antonio Natta da Casale (inkwizytor Bergamo, Parmy i Como w latach 1506–1516),  Heinrich Kramer (w latach 1481–1486 wysłał na stos 48 kobiet).
Walka z husytami W walce z autentycznym ruchem heretyckim, jakim byli husyci w pierwszej połowie XV wieku, średniowieczna inkwizycja papieska odegrała niewielką rolę. Nieliczne energiczne akcje inkwizycyjne przeciwko heretykom w XV wieku (np. procesy husytów w Królestwie Węgier w 1436–1437 czy fraticellich w Fabriano w 1449) były niemal bez wyjątku dziełem inkwizytorów delegowanych bezpośrednio przez papieża w celu przeprowadzenia ściśle określonych procesów, a nie inkwizytorów wywodzących się ze stałych struktur inkwizycji zakonnej. Postępujący w epoce renesansu upadek autorytetu papieskiego odbijał się także na inkwizycji. Kiedy w 1517 rozpoczęła się reformacja, która w ciągu kilkudziesięciu lat oderwała od Rzymu połowę Europy, inkwizycja papieska okazała się całkowicie niezdolna do skutecznej reakcji.

### Inkwizycja biskupia po 1231
Mianowanie papieskich inkwizytorów nie spowodowało uchylenia jurysdykcji biskupów w sprawach o herezję. W Tuluzie inkwizytorzy mianowani w 1233 początkowo jedynie wspierali działalność inkwizycyjną biskupa Rajmunda, tak samo w Aragonii w XIII wieku ich rola była podrzędna i pomocnicza w stosunku do biskupów. W krajach, gdzie w ogóle nie powołano inkwizytorów papieskich, ściganie heretyków dalej należało do biskupów. W Anglii i Irlandii wszystkie procesy o herezję aż do czasu reformacji toczyły się przed trybunałami biskupimi. W Niemczech po zamordowaniu Konrada z Marburga w 1233, represje antyheretyckie aż do połowy XIV wieku pozostawały wyłącznie w rękach biskupów lub inkwizytorów działających z ich nominacji, a nie inkwizycji papieskiej. Nawet po przywróceniu papieskiej inkwizycji w Niemczech w 1348 i utworzeniu jej stałych struktur w 1372 większość procesów o herezję toczyło się przed sądami biskupimi. Prześladowania niemieckich waldensów w XIV i XV wieku, w tym masowe procesy na Pomorzu, w Turyngii, Bawarii, Austrii i na Węgrzech między 1389 a 1403, były dziełem sędziów działających na podstawie pełnomocnictw wyłącznie od miejscowych biskupów. W 1315 intensywną działalność przeciw waldensom na Śląsku prowadzili inkwizytorzy mianowani przez biskupa wrocławskiego Henryka. W połowie XV wieku za głównego prześladowcę husytów w Polsce uchodził biskup krakowski Zbigniew Oleśnicki, a nie żaden z działających wówczas papieskich inkwizytorów.
Nawet w Langwedocji, która była głównym ośrodkiem inkwizycji papieskiej w XIII i na początku XIV wieku, biskupi nie zrezygnowali z prowadzenia działań przeciw heretykom w ramach swoich uprawnień. Procesy inkwizycyjne w swoich diecezjach wytaczali np. biskup Albi Bernard Castanet w 1299 czy biskup Pamiers Jacques Fournier w latach 1318–1325.
Szczególna sytuacja wytworzyła się w Czechach, gdzie trybunały inkwizycji papieskiej, utworzone w 1318, zostały zastąpione ok. 1353 trybunałami inkwizycyjnymi podporządkowanymi arcybiskupowi praskiemu i przez niego obsadzanymi. Funkcje inkwizytorów często powierzał on któremuś ze swoich biskupów pomocniczych. W tej formie inkwizycja istniała w Czechach do rewolucji husyckiej w drugiej dekadzie XV wieku.

### Inkwizycja hiszpańska 1480–1820

Symbol hiszpańskiej inkwizycji

#### Prześladowania nawróconych Żydów
Inkwizycja hiszpańska została utworzona w 1480 przez hiszpańską parę królewską Ferdynanda II i Izabelę I. Przyczyną jej utworzenia były narastające w tym kraju napięcia pomiędzy tzw. starymi chrześcijanami (tj. miejscowymi Kastylijczykami i Katalończykami) a chrześcijanami pochodzenia żydowskiego. Ci ostatni, zwani marranami, byli podejrzewani o potajemne wyznawanie judaizmu (stąd nazywano ich też judaizantes). Zarzuty te, których zasadność jest przedmiotem sporu wśród historyków, wynikały po części z faktu, że wielu Żydów zostało ochrzczonych w wyniku pogromów, a nie dobrowolnej decyzji. Z kolei tych, którzy uczynili to dobrowolnie, podejrzewano o interesowność, gdyż chrzest otwierał przed nimi nowe możliwości działania. Marrani szybko przenikali do miejscowych elit politycznych, gospodarczych i kościelnych, budząc zawiść u „starych chrześcijan”.
Narastające naciski ze strony tych ostatnich skłoniły w końcu parę królewską do zwrócenia się do papieża o zgodę na utworzenie inkwizycji, która miałaby badać oskarżenia o kryptojudaizm. Zgodę taką uzyskali od papieża Sykstusa IV 1 listopada 1478. W bulli z tego dnia papież nie tylko wyraził zgodę na utworzenie inkwizycji, ale także upoważnił parę królewską do samodzielnego dokonania nominacji. Nowy trybunał został utworzony w 1480 i rozpoczął swą działalność w Sewilli w 1481. W następnych latach utworzono kolejne trybunały, a od 1483 pracami inkwizycji w Hiszpanii kierował Wielki Inkwizytor Hiszpanii, którym został spowiednik królowej Tomás de Torquemada (1420–1498). W latach 1484–1498 wydał on szereg Instrukcji regulujących działanie trybunałów inkwizycyjnych.
Działalność inkwizytorów wobec marranów szybko rzuciła strach na tę społeczność. Masowo wytaczane procesy, powszechna praktyka zatajania przed oskarżonym imion świadków, konfiskaty majątków i liczne (choć często ogłaszane zaocznie) wyroki śmierci wywołały silną opozycję nie tylko wśród samych konwertytów, ale także u części „starych chrześcijan”, szczególnie w Aragonii, gdzie postrzegano nową inkwizycję jako instytucję niedającą się pogodzić z miejscowymi przywilejami (fueros).
Wielu konwertytów próbowało odwoływać się do papieża. W rezultacie ich starań Sykstus IV w 1482 wydał dwie bulle potępiające nadużycia inkwizytorów. Wobec zdecydowanego poparcia dla inkwizycji ze strony pary królewskiej opór ten nie przyniósł żadnych efektów, a dokonane przez marranów zabójstwo inkwizytora Saragossy Piotra Arbuesa spowodowało zmianę nastrojów wśród „starych chrześcijan” w Aragonii. Inkwizycji sprzyjała także niekonsekwentna postawa Stolicy Apostolskiej, która pod wpływem interwencji pary królewskiej często odwoływała lub łagodziła swe interwencje na rzecz prześladowanych, a ostatecznie w 1487 papież Innocenty VIII scedował swe uprawnienia do rozpatrywania apelacji na Torquemadę. Dzięki temu hiszpańska inkwizycja ostatecznie uniezależniła się od Stolicy Apostolskiej, stając się instytucją państwową, choć o religijnym charakterze.
W 1492 z inspiracji inkwizycji, para królewska wydała dekret o wygnaniu z Hiszpanii wyznawców judaizmu. Masowe chrzty żydów chcących pozostać w Hiszpanii, do jakich doszło przy tej okazji, doprowadziły do zwiększenia społeczności marranów, która pozostawała głównym obiektem zainteresowania inkwizytorów do około 1530.

#### Konsolidacja inkwizycji.
W początkach XVI wieku doszło do konsolidacji inkwizycji, która stała się trwałym elementem hiszpańskiej rzeczywistości religijno-politycznej. Ze względów ekonomicznych zredukowano liczbę trybunałów, ściśle rozgraniczając obszary ich jurysdykcji. Zgłaszane w drugiej dekadzie stulecia propozycje reformy tej instytucji, w szczególności dotyczące zwiększenia jawności stosowanej przez nią procedury, zostały odrzucone. Reguły postępowania wypracowane przez Torquemadę z niewielkimi tylko zmianami pozostały w mocy niemal do samego końca istnienia tej instytucji. Ostatnim istotnym uzupełnieniem w tym zakresie były Instrukcje Wielkiego Inkwizytora Fernando Valdesa z 1561.
W miarę rozrastania się posiadłości hiszpańskich w Europie i na świecie rozszerzał się zasięg działalności hiszpańskiej inkwizycji. Już w latach 1487–1492 utworzono trybunały na Sycylii i Sardynii. Ten pierwszy, począwszy od 1511 roku, prowadził bardzo intensywną działalność przeciwko zamieszkującym wyspę konwertytom żydowskim, wywołując opozycję wśród miejscowych elit. W 1570 utworzono trybunały dla hiszpańskich kolonii w Ameryce. Nie powiodły się natomiast, wskutek opozycji miejscowych społeczności, próby wprowadzenia hiszpańskiej inkwizycji w Neapolu, Niderlandach i Mediolanie.
Około 1530 kampania przeciwko marranom praktycznie się zakończyła. Inkwizycja zwróciła wówczas swą działalność w kierunku pilnowania ortodoksji i moralności „starych chrześcijan”. Represjom, na ogół stosunkowo łagodnym, poddane zostały niezbyt liczne środowiska mistyków (alumbrados) oraz zwolennicy niektórych renesansowych prądów umysłowych (zwł. erazmianie), podejrzewani o odchylenia od katolickiej ortodoksji. Do swych kompetencji inkwizycja zastrzegła także takie występki jak wielożeństwo, molestowanie penitentek przez spowiedników, praktyki magiczne i inne podobne praktyki, a w Aragonii także „sodomia” (tj. homoseksualizm i zoofilia). Nieproporcjonalnie duży odsetek osób oskarżonych o występki przeciwko moralności stanowili cudzoziemcy oraz ludzie zaliczani do „marginesu społecznego”. Liczną kategorię spraw stanowiło tzw. mędrkowanie (proposiciones), czyli nieortodoksyjne opinie wygłaszane przez zwykłych katolików, oraz bluźnierstwa. Z wyjątkiem sodomii większość tych występków traktowano bardzo łagodnie.
Zdarzały się sporadycznie wyroki śmierci wobec alumbrados czy osób oskarżonych o czary. W kwestii polowań na czarownice inkwizycja jednak już w 1526 przyjęła bardzo sceptyczną postawę i w większości tego typu spraw uniewinniała podejrzane lub nakładała symboliczne sankcje. W słynnym procesie czarownic w Kraju Basków w latach 1609–1611 inkwizycja, mimo początkowego zatwierdzenia kilku wyroków śmierci, ostatecznie doprowadziła do uśmierzenia masowej histerii wokół domniemanych czarownic. Wydane na podstawie tych doświadczeń regulacje z 1614 w dużym stopniu przyczyniły się do zakończenia polowań na czarownice w Hiszpanii.
Znacznie surowiej inkwizycja obchodziła się ze stosunkowo nielicznymi w Hiszpanii zwolennikami reformacji. Wykrycie w 1558 wspólnot luterańskich w Sewilli i Valladolid spowodowało błyskawiczną i bardzo brutalną reakcję. W kilku autos da fé w latach 1559–1562 aż 77 luteran spłonęło na stosie. Egzekucje te spowodowały zduszenie hiszpańskiego protestantyzmu w zarodku. Procesy przeciwko prawdziwym i domniemanym luteranom inkwizycja wytaczała jeszcze przez następne 200 lat, jednak większość oskarżonych o to osób było cudzoziemcami, a po 1562 na terenie Hiszpanii nie wykryto już żadnych zorganizowanych wspólnot protestanckich. Wydaje się zresztą, że większość Hiszpanów oskarżonych po 1562 o „luteranizm” w rzeczywistości nie było protestantami, a zostali tak zakwalifikowani jedynie na podstawie nieopatrznie wygłoszonych poglądów, które w ocenie inkwizytorów korespondowały z poglądami Lutra lub innych reformatorów.
W historię zwalczania wpływów reformacji w Hiszpanii wpisuje się proces arcybiskupa Toledo Bartolomeo Carranzy, wytoczony mu przez Wielkiego Inkwizytora Fernando Valdesa w 1559. Proces ten, naznaczony sporami jurysdykcyjnymi między Hiszpanią a Rzymem, po wielu perypetiach zakończył się uniewinnieniem arcybiskupa przez papieża Grzegorza XIII w 1576.
Od 1559 inkwizycja hiszpańska, wzorem Świętego Oficjum w Rzymie, zaczęła wydawać własny Indeks ksiąg zakazanych, często różniący się od rzymskiego. Wydaje się jednak, że skuteczność inkwizycyjnej cenzury była bardzo niska, a sama inkwizycja hiszpańska nie przywiązywała większej wagi do tego aspektu swej działalności.

#### Sprawa morysków
Masowe chrzty hiszpańskich Maurów w Kastylii w 1502 i w Aragonii w 1526 doprowadziły do powstania licznej społeczności morysków. Przymusowy charakter tych chrztów powodował, że (podobnie jak w przypadku marranów i judaizmu) podejrzewano morysków o potajemne wyznawanie islamu. Co więcej, morysków podejrzewano też o sprzyjanie muzułmańskiej Turcji, z którą Hiszpania toczyła walki na Morzu Śródziemnym. Działalność inkwizycji w ciągu całego XVI wieku była stałym elementem presji wywieranej na tę społeczność, by zaakceptowała narzuconą im wiarę. Wysiłki te nie dały jednak zadowalających rezultatów i w 1609 podjęto ostatecznie decyzję o wygnaniu morysków z Hiszpanii.

#### Prześladowaniajudaizantów
Przyłączenie Portugalii do hiszpańskiego imperium w 1580 spowodowało napływ tamtejszych chrześcijan żydowskiego pochodzenia do Hiszpanii. Portugalscy konwertyci liczyli, że hiszpańska inkwizycja, która od pół wieku w niewielkim stopniu zajmowała się potomkami nawróconych żydów, nie będzie ich prześladować tak jak utworzona w latach 1536–1547 inkwizycja portugalska. Nadzieje te jednak nie ziściły się, wręcz przeciwnie, imigracja ta doprowadziła do ponownego ożywienia kampanii prześladowań judaizantów w Hiszpanii, która trwała aż do około 1730. Jednym z najbardziej dramatycznych epizodów tej kampanii były masowe egzekucje na Majorce w 1691, gdzie 37 tamtejszych judaizantes (tzw. Chuetas) spalono na stosie. Do ostatniej większej serii procesów przeciwko judaizantom doszło w latach 1721–1727.

#### Upadek inkwizycji hiszpańskiej
XVIII wiek to okres powolnego, ale postępującego upadku inkwizycji w Hiszpanii. Na ten stan rzeczy wpłynęły kryzys finansowy, mniej entuzjastyczne nastawienie nowej dynastii Burbonów (panującej od 1701) i wpływ idei oświeceniowych, zauważalny także wśród samych inkwizytorów. Po roku 1730 coraz rzadziej dochodziło do wytaczania formalnych procesów, większość spraw umarzano lub kończono nałożeniem prywatnej pokuty bez publicznego ogłaszania wyroku. Coraz rzadziej stosowano też areszt wobec podejrzanych, a około połowy XVIII stulecia zaprzestano stosowania tortur. W 1781 doszło do wykonania ostatniego w dziejach tej instytucji wyroku śmierci. Pod koniec wieku opracowano projekt gruntownej reformy całej instytucji, który jednak nie wszedł w życie. Jednocześnie inkwizycja wciąż była traktowana przez królów jako istotne ogniwo w systemie ustrojowym Hiszpanii. Burbonowie używali inkwizycji do trzymania w szachu „oświeceniowej” frakcji na dworze królewskim, a po wybuchu Rewolucji francuskiej nakazali jej rozszerzenie cenzury na literaturę rewolucyjną.
Koszty związane z udziałem Hiszpanii w wojnach napoleońskich spowodowały konieczność wyprzedaży majątku wielu instytucji państwowych, w tym inkwizycji (1799). Krok ten położył kres finansowej niezależności inkwizycji i otworzył drogę do jej likwidacji, co nastąpiło ostatecznie w 1820.

### Inkwizycja portugalska 1536–1821

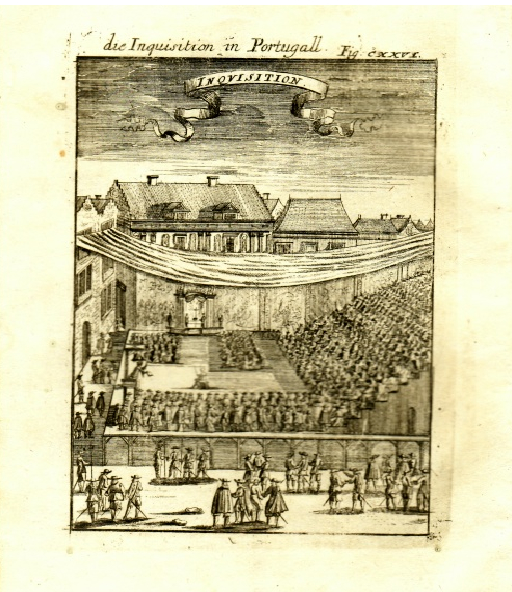
Ilustracja Jeana Davida Zunnera zatytułowana „Die Inquisition in Portugall” (Inkwizycja w Portugalii) z książki Alain Manesson Mallet: Description de L’Univers, Contenant les Differents Systemes de Monde, Les Cartes Generales & Particulieres de la Geographie Ancienne & Moderne, Frankfurt 1685

Inkwizycja portugalska została utworzona i zorganizowana na wzór hiszpańskiej. Te same powody doprowadziły też do jej powstania. W 1492 do Portugalii przybyło ok. 30 tysięcy żydów wygnanych z Hiszpanii, podwajając miejscową społeczność żydowską. W 1497 król Portugalii Manuel I Szczęśliwy zdecydował się na ten sam krok, co pięć lat wcześniej Hiszpania, nakazując wszystkim żydom opuszczenie kraju lub przyjęcie chrztu. W czasie realizacji edyktu doszło jednak do wielu aktów przemocy wobec żydów i zmuszania ich do przyjęcia chrztu. W rezultacie doszło do powstania w Portugalii licznej społeczności tzw. nowych chrześcijan, których podejrzewano o potajemne wyznawanie judaizmu. W 1506 w Lizbonie doszło do pogromu „nowych chrześcijan”, a począwszy od 1515, władze Portugalii zaczęły zabiegać w Rzymie o zgodę na utworzenie inkwizycji na podobnych zasadach jak w Hiszpanii. 23 maja 1536 papież Paweł III wyraził w końcu zgodę i na inkwizytora generalnego Portugalii mianował franciszkanina Diogo da Silva, jednocześnie jednak wprowadził trzyletnie moratorium na jej działalność. Pierwsze auto da fe odbyło się 20 września 1540 w Lizbonie, a niedługo potem działało w Portugalii już sześć trybunałów (ich liczbę zredukowano później do trzech). Konwertyci, którzy byli wpływową i zamożną społecznością, podjęli jednak w Rzymie skuteczną kontrakcję. W 1544 papież zawiesił działalność inkwizycji, polecając swemu nuncjuszowi zbadanie doniesień o jej nadużyciach. Po serii zabiegów dyplomatycznych w 1547 działalność inkwizycji za zgodą papieża wznowiono. W maju tego roku ogłoszono generalną amnestię dla konwertytów za przeszłe występki, włączając anulowanie wszystkich kar (w tym zwrot konfiskat), z zaznaczeniem, że w stosunku do czynów popełnionych po tej dacie inkwizycja ma pełne prawo do działania. 16 lipca 1547 papież wydał bullę ostatecznie określającą strukturę portugalskiej inkwizycji. Rozpętane wówczas prześladowania konwertytów spowodowały falę ich migracji do Hiszpanii, a także innych krajów (zwłaszcza Holandii). W 1560 utworzono osobny trybunał w Goa w Indiach Portugalskich.
Żydowscy konwertyci pozostawali głównym celem inkwizycji portugalskiej przez niemal cały okres jej istnienia. Natężenie tych represji było jednak różne. Ponieważ bankierzy żydowskiego pochodzenia odgrywali ważną rolę w gospodarce kraju, od czasu do czasu udawało im się wyjednać dekrety amnestyjne (np. w 1604). W 1674 papież Klemens X pod wpływem doniesień o nadużyciach inkwizycji zawiesił jej działalność i polecił wszczęcie śledztwa, które zakończyło się złagodzeniem pewnych rygorów proceduralnych. Po wznowieniu działalności w 1682 zauważalne było zmniejszenie surowości ogłaszanych przez nią wyroków. Mimo to portugalska inkwizycja kontynuowała intensywną działalność przeciwko konwertytom aż do połowy XVIII wieku, kiedy ograniczyły ją reformy ministra Pombala z lat 1768–1774, wprowadzające m.in. równouprawnienie konwertytów. Zniesienie tej instytucji nastąpiło jednak dopiero w 1821 roku.

### Nowożytna inkwizycja papieska (inkwizycja rzymska)

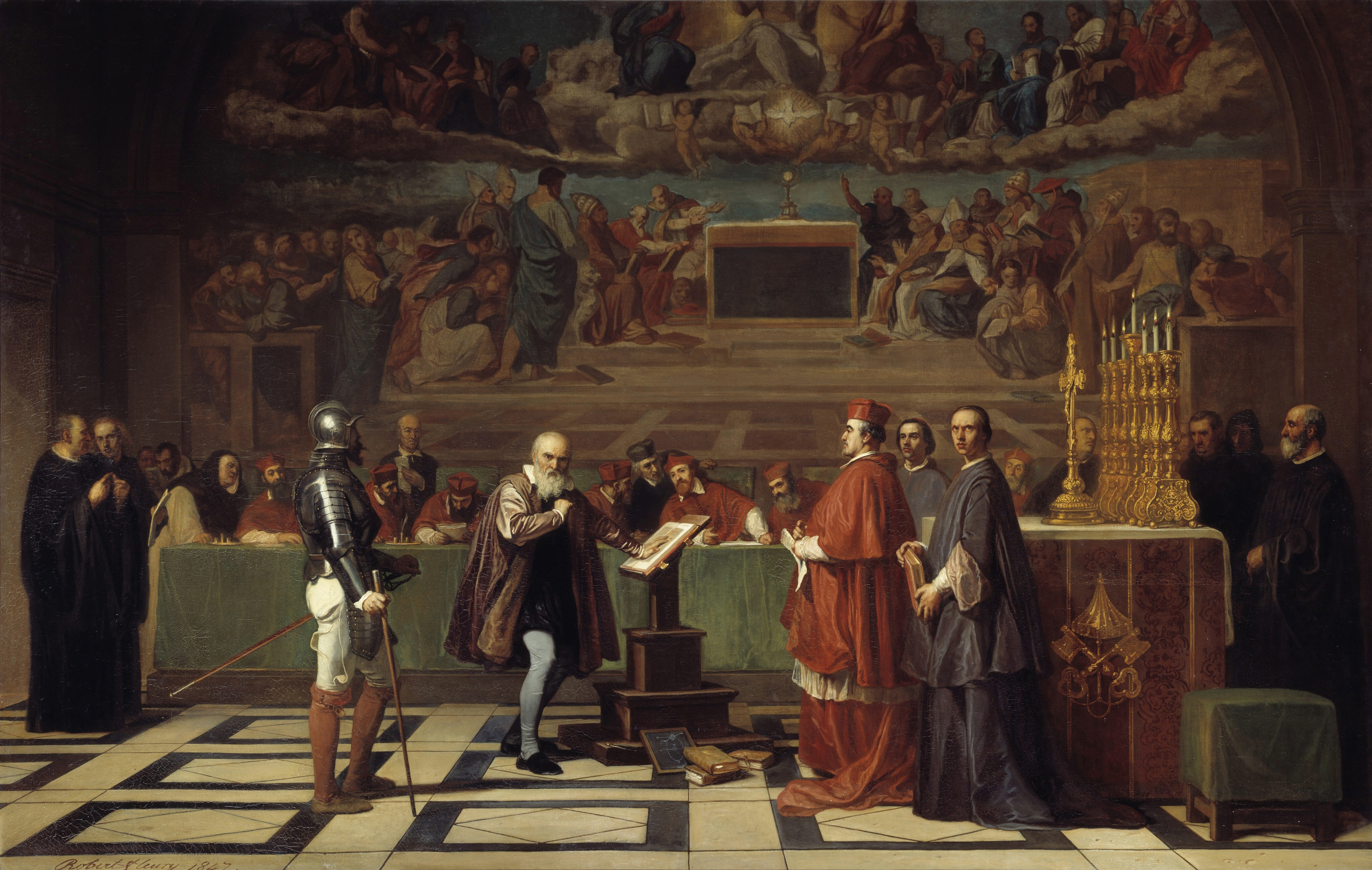
Joseph Nicolas Robert-Fleury, Galileusz przed Świętym Oficjum w Watykanie, 1847

Wystąpienie Marcina Lutra i zapoczątkowana przez nie reformacja okazały się wyzwaniem, z którym średniowieczna inkwizycja papieska z wielu względów nie umiała sobie poradzić. W Niemczech wielu władców świeckich sprzyjało nowemu ruchowi religijnemu i wykorzystało go, aby móc dokonać sekularyzacji dóbr kościelnych. We Francji i w północnych Włoszech obsada trybunałów inkwizycyjnych była przedmiotem wewnątrzzakonnej rywalizacji między konwentualną a zreformowaną (obserwancką) gałęzią zakonu dominikanów. Na dodatek większość inkwizytorów traktowało wówczas swą funkcję jedynie jako prestiżowe wyróżnienie i nie podejmowało aktywnie antyheretyckiej działalności. W latach 1522–1523 cesarz Karol V Habsburg w porozumieniu z papieżem Adrianem VI utworzył specjalny trybunał inkwizycyjny dla Niderlandów w celu zwalczania reformacji, zorganizowany na podobnych zasadach jak w Hiszpanii, jednak posunięcie to nie przyniosło zamierzonych efektów i już po kilku latach represje wobec protestantów w przeważającej mierze wzięły na siebie bezpośrednio sądy świeckie. Podobny proces przejmowania kompetencji inkwizycji przez sądownictwo świeckie został wówczas zapoczątkowany także w Austrii i we Francji.
Wkrótce jednak papiestwo podjęło pierwsze próby zreformowania niewydolnych struktur inkwizycji papieskiej i przystosowania ich do nowych warunków. W 1531 papież Klemens VII dokonał reorganizacji inkwizycji w prowincji lombardzkiej, kładąc kres sporom frakcyjnym w zakonie dominikańskim poprzez oddanie inkwizycji gałęzi obserwanckiej i zredukowanie statusu gałęzi konwentualnej do zwykłego wikariatu. Spektakularną klęską zakończyła się natomiast próba reorganizacji inkwizycji we Francji w 1557. Najpierw planom wzmocnienia inkwizycji sprzeciwił się parlament paryski, a w 1561 jeden z Wielkich Inkwizytorów Francji, kardynał Odet de Coligny de Châtillon, oficjalnie przeszedł na kalwinizm, co było poważnym ciosem dla prestiżu Stolicy Apostolskiej.
Najistotniejszą reformę podjął jednak papież Paweł III w lipcu 1542. Bullą Licet ab initio powołał do życia Świętą Kongregację Kardynalską Rzymskiej i Powszechnej Inkwizycji, tzw. Święte Oficjum (Sacrum Officium), które składało się z 6 kardynałów i miało nadzorować działalność lokalnych sądów inkwizycyjnych w walce z reformacją. Co prawda zwierzchnictwo nad lokalnymi trybunałami początkowo miało charakter raczej teoretyczny, tym bardziej że niektóre kraje (np. Republika Wenecka) nie zgadzały się na bezpośrednie podporządkowanie swoich inkwizytorów Rzymowi, niemniej do końca XVI wieku Kongregacja ta w dużej mierze zdołała przejąć kontrolę nad całą papieską inkwizycją. Sprawowaniu tej kontroli bardzo dopomogło włączenie jej w 1588 na stałe do struktur Kurii Rzymskiej.
Po 1542 utworzono ponad 20 nowych trybunałów papieskiej inkwizycji (zwanej teraz rzymską inkwizycją). Pod koniec XVII wieku liczyła ona 52 trybunały (lub 53, jeśli liczyć Kongregację w Rzymie), w tym aż 47 na terenie państw włoskich (wliczając w to papieski Awinion oraz należące do Wenecji Istrię i Dalmację). W królestwie Francji istniały nadal trybunały w Tuluzie i Carcassonne, a w Cesarstwie trybunały w Kolonii i Besançon, żaden z nich nie prowadził jednak aktywnej działalności. Ponadto istniał trybunał inkwizycyjny na Malcie, gdzie inkwizytor był jednocześnie dyplomatycznym przedstawicielem Stolicy Apostolskiej.
Działalność odnowionej inkwizycji papieskiej w XVI wieku koncentrowała się na zwalczaniu wpływów reformacji we Włoszech. Kiedy pod koniec tego stulecia wpływy te zostały ostatecznie wyeliminowane, inkwizytorzy włoscy, podobnie jak hiszpańscy, zwrócili swą uwagę w kierunku pilnowania ortodoksji i moralności zwykłych ludzi. W XVII wieku najwięcej procesów dotyczyło praktyk magicznych i czarów, jednak inkwizycja rzymska przyjęła sceptyczną postawę wobec czarów, czemu dała wyraz w Instrukcjach opracowanych ok. 1600 (wydanych drukiem w 1657). Ponadto inkwizytorzy zajmowali się różnego rodzaju oszustami religijnymi (fałszywi księża, handlarze fałszywymi relikwiami, fałszerze bull itp.), których niekiedy traktowano bardzo surowo. Od czasu do czasu zdarzały się też procesy przeciwko żydowskim konwertytom podejrzanym o kryptojudaizm (np. w Ankonie w 1556) oraz przeciwko Europejczykom, którzy dostawszy się do niewoli tureckiej przyjęli islam.
W ścisłym związku z Kongregacją Inkwizycji działała utworzona w 1571 Kongregacja Indeksu Ksiąg Zakazanych, zajmująca się cenzurą publikacji. Jeszcze przed jej powołaniem, w 1559, papież Paweł IV ogłosił pierwszy oficjalny Indeks ksiąg zakazanych.
Do najsłynniejszych procesów rzymskiej inkwizycji należą procesy Giordano Bruno, spalonego w 1600 za głoszenie heretyckich tez filozoficznych, oraz Galileusza, skazanego w 1633 na areszt domowy za głoszenie teorii heliocentrycznej wbrew warunkom narzuconym uprzednio przez władze kościelne.
Działalność inkwizycji rzymskiej trwała nieprzerwanie aż do okresu wojen napoleońskich na przełomie XVIII i XIX wieku, choć w kilku krajach (Francja, Lombardia, Toskania, Modena) zniesiono ją już wcześniej. Po Kongresie Wiedeńskim doszło jednak do wznowienia jej działalności w Państwie Kościelnym (1815). Najbardziej znanym epizodem w działalności inkwizycji z tego okresu było w 1858 r. zabranie od rodziców sześcioletniego żydowskiego chłopca Edgardo Mortary, ochrzczonego nieopatrznie przez 14-letnią niańkę. Ostatnie lokalne trybunały inkwizycyjne zostały zniesione w latach 1859–1860 na mocy dekretu ministra sprawiedliwości Królestwa Sardynii (od 1861 Królestwa Włoch) z 14 listopada 1859. Dekret ten nie objął jedynie Kongregacji Rzymskiej i Powszechnej Inkwizycji w Rzymie, która pod zmienioną nazwą istnieje do dziś.

### Inkwizycja sycylijska (1720–1782)
Trybunał inkwizycyjny na Sycylii był od 1487 częścią inkwizycji hiszpańskiej. Kiedy jednak w 1720 wyspa przeszła pod władzę Habsburgów austriackich, tamtejsza inkwizycja uniezależniła się, nie będąc odtąd częścią ani inkwizycji hiszpańskiej, ani inkwizycji rzymskiej. Niezależność sycylijskiego trybunału potwierdzili kolejno papieże Klemens XI w 1720 i Klemens XII w 1738. Istniał on do 16 marca 1782. W ciągu 62 lat swej samodzielności wysłał on na stos trzy osoby (dwie w 1724 i jedną w 1732).

### Zniesienie inkwizycji

#### Kraje na północ od Alp i Pirenejów
W krajach na północ od Alp i Pirenejów (Polska, Czechy, Węgry, Francja, Niemcy i Niderlandy) działalność inkwizycji zanikała stopniowo i nie sposób wskazać jakichś konkretnych dat jej zniesienia. Zanik działalności częściowo był wynikiem zwycięstwa reformacji, natomiast w krajach, które pozostały katolickie, z reguły poprzedzało je faktyczne pozbawienie trybunałów inkwizycyjnych ich kompetencji lub możliwości skutecznego działania. Było to konsekwencją tworzenia się państw narodowych lub ustrojów absolutystycznych, które nie zamierzały tolerować istnienia niezależnej instytucji sądowej o tak szerokich uprawnieniach jak inkwizycja.
W Czechach już rewolucja husycka w drugiej dekadzie XV wieku doprowadziła do likwidacji stałych struktur inkwizycji wytworzonych w XIV wieku. W drugiej połowie XV wieku kilkakrotnie Stolica Apostolska wysyłała do Czech swoich nuncjuszy i legatów z tytułem inkwizytora, jednak bez prawa do korzystania z uprawnień sądowo-śledczych oraz z pomocy „ramienia świeckiego”. Ostatnim tego rodzaju nuncjuszem-inkwizytorem był niemiecki dominikanin Heinrich Kramer, który przebywał w Czechach od 1500 aż do śmierci w 1505.
Na Węgrzech, gdzie inkwizycja nigdy nie rozwinęła działalności na większą skalę, ostatnia dokumentacyjna wzmianka o niej pochodzi z 1493, gdy Nicola de Mirabili z Koloszwaru był inkwizytorem Węgier. Choć jest prawdopodobne, że inkwizycja istniała w tym kraju co najmniej do klęski pod Mohaczem w 1526, ewentualni następcy Mikołaja (zmarłego w 1495) nie są znani.
W habsburskich Niderlandach w latach 1522–1525 zmarginalizowano tradycyjną inkwizycję papieską kierowaną przez dominikanów i zorganizowano nową inkwizycję jako mieszaną, cesarsko-papieską instytucję, która jednak nie przetrwała zbyt długo. Już w latach 30. XVI wieku jurysdykcję w sprawach o herezję przekazano także sądom świeckim. Cesarsko-papiescy inkwizytorzy kontynuowali działalność jedynie do utworzenia Rady Zaburzeń w 1567, choć procesy o herezję przed sądami świeckimi toczyły się sporadycznie aż do 1633. Władze zakonu dominikanów przez cały XVI wiek nadal wyznaczały tytularnych inkwizytorów według starych zasad, ale nie odgrywali oni żadnej roli w prześladowaniach heretyków. Ostatni dominikański inkwizytor, Jakob van Gheely, zmarł w 1608.
W Polsce inkwizycja papieska została faktycznie zniesiona w 1542, kiedy synod prowincjonalny pod przewodnictwem prymasa Piotra Gamrata zadecydował, że w Polsce mogą działać jedynie inkwizytorzy mianowani przez biskupów. Kilka nominacji na inkwizytorów papieskich miało jednak miejsce jeszcze po tej dacie. Co więcej, działalność inkwizycji biskupiej trwała niewiele dłużej niż papieskiej. W 1552 sejm wyłączył szlachtę spod jurysdykcji sądów kościelnych, a sejm obradujący w latach 1562–1565 uchwalił zakaz wykonywania przez władze świeckie wydanych przez nie wyroków. Wreszcie uchwalona w 1573 konfederacja warszawska wprowadziła tolerancję religijną dla wyznań protestanckich. Ostatnim inkwizytorem w Polsce był dominikanin Melchior z Mościsk, który zmarł w 1590.
We Francji faktyczny kres działalności inkwizycji przyniosły reformy sądownictwa w latach 30. XVI wieku, które przekazały jurysdykcję w sprawach o herezję lokalnym parlamentom. Trybunały inkwizycyjne w Tuluzie i Carcassonne przetrwały wprawdzie do końca XVII wieku, ale nie prowadziły już prawie żadnej działalności z wyjątkiem pojedynczych procesów wytaczanych osobom duchownym. Wyjątkiem był jednak trybunał inkwizycyjny w papieskim Awinionie, utworzony w 1541, który prowadził intensywną działalność w drugiej połowie XVI wieku. Ostatni inkwizytor Carcassonne Thomas Vidal zmarł w 1703, a ostatni inkwizytor Tuluzy Antonin Massoulié w 1706. Trybunał w Awinionie istniał do zajęcia tego miasta przez rewolucyjną Francję w 1790.
Trybunał inkwizycyjny w cesarskim mieście Besançon istniał do zajęcia prowincji Franche-Comté przez wojska francuskie w 1674.
W Niemczech poważny cios inkwizycji zadała reformacja, która zachwiała strukturami zakonu dominikanów w tym kraju, na których opierała się inkwizycja (m.in. całkowitemu skasowaniu uległa prowincja zakonna Saksonia). Ponadto dekret cesarza Karola V, wydany w Spirze w 1529, wprost wyłączył spod jej jurysdykcji procesy przeciwko radykalnym zwolennikom reformacji (anabaptystom). Przetrwał jedynie trybunał inkwizycyjny w Kolonii, jednak jego kompetencje ograniczono wyłącznie do cenzury publikacji. Ostatni inkwizytor Kolonii został mianowany w 1780.

#### Inkwizycja hiszpańska
Inkwizycję hiszpańską po raz pierwszy zniósł Józef Bonaparte 4 grudnia 1808 po zajęciu Madrytu przez wojska napoleońskie. Dekret ten wszedł jednak w życie tylko na terenach okupowanych przez Francuzów. 26 stycznia 1813 opozycyjne wobec Francuzów kortezy w Kadyksie również uchwaliły zniesienie inkwizycji, uznając dalsze jej funkcjonowanie za niezgodne z dopiero co uchwaloną konstytucją. Z krokiem tym nie pogodziła się jednak konserwatywna część społeczeństwa i już 21 lipca 1814 król Ferdynand VII Burbon przywrócił inkwizycję. Ostateczne jej zniesienie nastąpiło 9 marca 1820 w wyniku liberalnej rewolucji. Pomimo stłumienia tej rewolucji trzy lata później i powrotu konserwatystów do władzy, pod naciskiem Francji nie doszło do ponownego wskrzeszenia tej instytucji, choć sporadycznie procesy o herezję były wytaczane przed sądami biskupimi. W wyniku jednego z takich procesów w 1826 w Walencji doszło do powieszenia Cayetano Ripolla oskarżonego o deizm. Była to ostatnia egzekucja za herezję na terenie Europy. Dekret królewski z 15 lipca 1834, potwierdzając zniesienie inkwizycji, zarządził konfiskatę całego pozostałego po niej majątku na rzecz państwa.

#### Inkwizycja portugalska
Trybunał inkwizycyjny w Goa został zniesiony po raz pierwszy 20 stycznia 1774, oficjalnie z przyczyn finansowych, ale 4 kwietnia 1778 ponownie powołano go do życia. Ostatecznie zniesiono go 16 czerwca 1812. Trybunały działające na terenie samej Portugalii zniesiono natomiast 5 kwietnia 1821.

#### Włochy
- Królestwo Neapolu – trybunał inkwizycji został rozwiązany 29 grudnia 1746 na mocy dekretu króla Karola VII Burbona[102].
- Księstwo Parmy i Piacenzy – inkwizycja została zniesiona 27 lutego 1769, ale ponownie ustanowiono ją 2 sierpnia 1780; ostatecznie zniesiona przez okupacyjne władze napoleońskie w czerwcu 1805[103].
- Księstwo Mediolanu – cesarzowa Maria Teresa dekretem z 9 marca 1775 ogłosiła zniesienie inkwizycji, ale z zastrzeżeniem, że urzędujący inkwizytorzy dożywotnio zachowają swoje pensje i tytuły; najdłużej, do 9 maja 1782, działał trybunał w Como[104].
- Królestwo Sycylii – inkwizycję sycylijską zniesiono dekretem króla Ferdynanda III z 16 marca 1782[105].
- Wielkie Księstwo Toskanii – inkwizycja została zniesiona dekretem wielkiego księcia Leopolda II z 5 lipca 1782[106].
- Księstwo Mantui – inkwizycja została zniesiona w kwietniu 1782 przez cesarza Józefa II[107]
- Księstwo Modeny i Reggio – inkwizycja została zniesiona na mocy dekretu księcia Herkulesa III d’Este z dnia 6 września 1785[108].
- Republika Wenecka – inkwizycja działała do końca istnienia Republiki, jej trybunały zostały zniesione przez okupacyjne władze francuskie w latach 1797–1807[109].
- Malta – trybunał inkwizycji został zniesiony 13 lipca 1798 przez okupacyjne władze francuskie[110].
- Republika Genui – inkwizycja działała do zajęcia miasta przez Napoleona i proklamowania Republiki Liguryjskiej na początku 1798[111].
- Królestwo Sardynii – trybunał hiszpańskiej inkwizycji na wyspie został zniesiony w 1708, trybunały papieskiej inkwizycji w Piemoncie kontynuowały działalność do zniesienia przez okupacyjne władze francuskie 23 lipca 1800[112].
- Państwo Kościelne – inkwizycja została po raz pierwszy zniesiona po dwóch inwazjach francuskich w 1796–1798 (Bolonia, Ferrara, Romania) i 1808–1810 (Marche, Umbria i sam Rzym), jednak po Kongresie Wiedeńskim w 1815 ich działalność wznowiono. Lokalne trybunały w Romanii, Marche i Umbrii zostały ostatecznie zniesione po zajęciu tych terenów w 1859–1860 przez Królestwo Sardynii (od 1861 Królestwo Włoch) na mocy dekretu ministra sprawiedliwości z 14 listopada 1859[113]; rzymski trybunał kontynuował działalność aż do całkowitej aneksji Państwa Kościelnego przez Włochy w 1870.

### Czasy współczesne
W 1908 papież Pius X przekształcił Kongregację Rzymskiej i Powszechnej Inkwizycji w Kongregację Świętego Oficjum, tę zaś w 1965 Paweł VI przekształcił w Kongregację Nauki Wiary.

## Struktura i organizacja

### Średniowieczna inkwizycja papieska

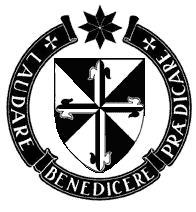
Herb zakonu dominikanów

Średniowieczna inkwizycja papieska początkowo nie miała postaci scentraliziwanej instytucji ani stałych siedzib, lecz inkwizytorzy byli wyznaczani tam, gdzie byli potrzebni, a ich jurysdykcja najczęściej obejmowała większy obszar, który wizytowali osobiście.
W miarę rozwoju akcji antyheretyckiej w Europie sytuacja ta zaczęła się stopniowo zmieniać.
Począwszy od połowy XIII wieku, papieże zaczęli tworzyć stałe prowincje i okręgi inkwizytorskie wykorzystując struktury zakonne dominikanów i franciszkanów. Prawo mianowania inkwizytorów w tych prowincjach papieże przekazali generałom lub prowincjałom zakonnym, określając zarazem liczbę inkwizytorów w każdej prowincji. Zapewniło to trwałość obsady stanowisk inkwizytorów, a z czasem w wielu miejscach do wytworzenia stałych trybunałów z ustalonymi siedzibami i ściśle określonym zasięgiem terytorialnym działania. W 1253 Innocenty IV upoważnił prowincjała paryskiego dominikanów do mianowania inkwizytorów na całym terytorium Francji, a rok później utworzono stałe trybunały w Tuluzie, Carcassonne i Prowansji (ten ostatni, z siedzibą w Marsylii, przekazano jednak franciszkanom i w 1292 rozszerzono jego jurysdykcję na Delfinat). W 1254 Włochy podzielono na osiem prowincji, z czego Lombardię i królestwo Sycylii przydzielono dominikanom, a Toskanię, Lacjum, Umbrię, Romanię, Marchię Ankońską i Marchię Treviso franciszkanom. W 1262 Urban IV utworzył prowincję inkwizytorską Aragonię, obejmującą królestwa Aragonii, Nawarry i Majorki; prawo mianowania inkwizytorów w tej prowincji otrzymał początkowo hiszpański prowincjał dominikanów, jednak w 1351 w związku z podziałem hiszpańskiej prowincji na Hiszpanię (tj. Królestwa Kastylii i Portugalii) oraz Aragonię prawo to przeszło na prowincjała Aragonii. W 1298 prawo mianowania inkwizytorów otrzymał franciszkański prowincjał Slawonii. W 1327 takie samo uprawnienie otrzymali dominikańscy prowincjałowie na Węgrzech i w Polsce. W 1372 prawo mianowania inkwizytorów otrzymał prowincjał dominikanów w prowincji Teutonia (tj. południowe i zachodnie Niemcy), w 1399 dominikański prowincjał Saksonii (tj. północne i wschodnie Niemcy oraz Inflanty), a w 1402 dominikański prowincjał Hiszpanii na terenie swojej prowincji (tj. w Kastylii i Portugalii). Jeszcze w 1542 papież Paweł III udzielił podobnego przywileju prowincjałowi utworzonej w 1515 prowincji Germania Dolna (Niderlandy).
W niektórych okręgach nominacje inkwizytorów były zastrzeżone dla generałów zakonnych (np. generał dominikanów mianował inkwizytorów w prowincji greckiej, utworzonej w 1381), którzy niezależnie od tego mogli ingerować w nominacje także we wszystkich pozostałych prowincjach i okręgach zastrzeżonych dla danego zakonu. W Czechach natomiast, po serii nominacji inkwizytorów dokonanych bezpośrednio przez papieży w latach 1318, 1327 i 1335, inkwizycję papieską zastąpiono około 1353 inkwizycją biskupią podporządkowaną arcybiskupowi praskiemu.
Powierzenie nominacji inkwizytorskich władzom zakonnym nie wykluczało mianowania inkwizytorów bezpośrednio przez papieży. Takimi nadzwyczajnymi inkwizytorami bezpośrednio z papieskiej nominacji byli np. Jakub z Marchii i Jan Kapistran.
Inkwizytorzy w swej działalności korzystali z personelu pomocniczego. Osoby duchowne powoływane były do pełnienia funkcji wikariuszy inkwizytora, natomiast notariuszami i skrybami były często osoby świeckie. Od 1312 w trybunale musiał zasiadać też przedstawiciel miejscowego biskupa.
Innocenty IV w 1246 roku nakazał prowincjałom dominikanów i franciszkanów usuwanie z urzędu inkwizytorów winnych nadużyć. W praktyce jednak, pomijając obowiązek konsultacji z miejscowym biskupem, papiescy inkwizytorzy byli niezależni i nie podlegali żadnej stałej kontroli. Nic nie wskazuje, by władze zakonne korzystały ze swych uprawnień nadzorczych na większą skalę. Stosunkowo w największym stopniu władze zakonne kontrolowały finanse inkwizytorów; niemal wszystkie znane dochodzenia wewnątrzzakonne przeciwko inkwizytorom dotyczą właśnie oskarżeń o malwersacje finansowe, rzadziej o występki przeciwko regule i dyscyplinie zakonnej. Klemens V rzucił ekskomunikę (możliwą do zdjęcia jedynie in articulo mortis i po naprawieniu szkód) na inkwizytorów, którzy wykorzystywali swoją funkcję do wymuszania pieniędzy. Znane przypadki korupcji wśród inkwizytorów są jednak nieliczne, co skłania niektórych historyków (np. Thomasa De Cauzons) do uznania, że „rządziła tam zasada uczciwości i panowała rygorystyczna dyscyplina”.
W 1262 papież Urban IV podjął próbę centralizacji i koordynacji działań inkwizytorów poprzez mianowanie inkwizytora generalnego w osobie kardynała Giovanni Gaetano Orsiniego, który w 1277 został papieżem Mikołajem III (1277–1280). Był to jednak przypadek odosobniony. Nic nie wskazuje, by działalność kardynała Orsiniego odegrała większą rolę w dziejach i rozwoju instytucjonalnym średniowiecznej inkwizycji.

### Inkwizycja hiszpańska
Na czele hiszpańskiej inkwizycji stał Wielki Inkwizytor (Inkwizytor Generalny) mianowany przez króla, ale zatwierdzany przez papieża. Od 1488 stał on na czele Rady Najwyższej i Generalnej Inkwizycji (zwanej potocznie Suprema), która była organem wchodzącym w skład rządu królewskiego. Suprema składała się z Wielkiego Inkwizytora i kilku członków mianowanych przez króla. Była najwyższym sądem apelacyjnym w strukturze hiszpańskiej inkwizycji, co potwierdził papież Leon X w 1516.
Supremie podlegały lokalne trybunały. Ich liczba początkowo była zmienna, ostatecznie jednak ukształtowało się 21 stałych trybunałów (w nawiasie data utworzenia):
- Sewilla (1480)
- Kordoba (1482)
- Toledo (1483, do 1485 siedziba w Ciudad Real)
- Saragossa (1484)
- Walencja (1484)
- Llerena (1485)
- Barcelona (1487)
- Palermo na Sycylii (1487, około 1720 przestał podlegać hiszpańskiej inkwizycji)
- Valladolid (1488)
- Palma na Majorce (1488)
- Murcja (1488)
- Cuenca (1489, przejściowo zniesiony 1502–1522)
- Sassari na Sardynii (1492, przed 1563 siedziba w Cagliari; zniesiony w 1708)
- Las Palmas (1505)
- Logroño (1513, do 1570 siedziba kolejno w Pampelunie i Calahorze)
- Grenada (1526)
- Santiago de Compostela (1561)
- Lima (1570)
- Meksyk (1570)
- Cartagena de las Indias (1610)
- Madryt (1648)

### Inkwizycja portugalska
Organizacja portugalskiej inkwizycji od 1547 była zbliżona do hiszpańskiej. Również tu na jej czele stał inkwizytor generalny, który przewodniczył Najwyższej Radzie Inkwizycji. Radzie podlegały cztery trybunały lokalne:
- Évora (1536)
- Lizbona (1539)
- Goa w Indiach (1560, zniesiony 1812)
- Coimbra (1565)

### Inkwizycja rzymska
Rzymska inkwizycja po 1542 była kierowana przez Kongregację kardynałów w Rzymie (Święte Oficjum). Podlegało im kilkadziesiąt lokalnych trybunałów, w większości na terenie Włoch (w nawiasach daty utworzenia trybunałów powstałych po 1542):
- trybunały w Państwie Kościelnym: Rzym, Bolonia, Ferrara, Awinion, Perugia (1551), Ankona (1565), Faenza (1567), Rimini (1569), Fermo (1631), Gubbio (1631), Spoleto (1685)
- trybunały w Republice Wenecji: Wenecja (1544), Brescia, Bergamo, Padwa (1544), Belluno (1546), Rovigo (ok. 1547), Treviso (1550), Werona (ok. 1550), Vicenza (1552), Udine (1556), Capodistria (1559), Conegliano (1561), Zadar (1578), Crema (1614); w XVI wieku istniały jeszcze trybunały w Feltre (1558–62) i Concordii (1559–74)
- trybunały w Republice Genui: Genua; w latach 1550–1562 istniał jeszcze trybunał na wyspie Chios
- trybunały w Księstwie Mantui: Mantua, Casale Monferrato
- trybunały w Księstwie Modeny: Modena (1598), Reggio nell’Emilia (1598)
- trybunały w Księstwie Parmy: Parma (1588), Piacenza
- trybunały w Księstwie Sabaudii: Turyn, Vercelli, Asti, Saluzzo (1556), Mondovì (1571); do 1618 istniał także trybunał w Annecy, a w latach 1563–1566 trybunał w Ivrei
- trybunały w Księstwie Mediolanu: Mediolan, Alessandria, Como, Novara, Pawia, Tortona, Cremona (1548)
- trybunały w Wielkim Księstwie Toskanii: Florencja, Siena, Piza (1560)
- trybunały w Królestwie Neapolu: Neapol (1553)
- trybunały w państwie Joannitów: Malta (1561)
- trybunały w Królestwie Francji: Tuluza, Carcassonne
- trybunały w Cesarstwie: Besançon (1568), Kolonia (1606)

## Metody śledztwa i procesu

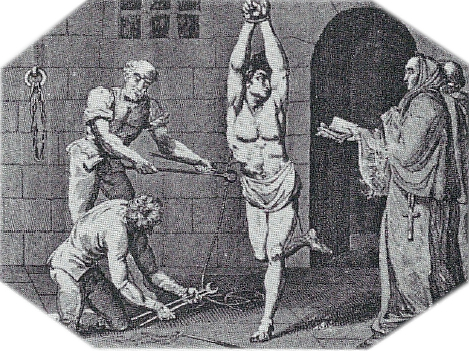
Torturowanie mężczyzny pod nadzorem hiszpańskiego inkwizytora

### Procedura inkwizycyjna
Termin inquisitio zasadniczo odnosi się do wywodzącej się ze starożytnego Rzymu procedury sądowej służącej wykrywaniu przestępstw, charakteryzującej się skupieniem w rękach jednej osoby (inquisitor) wszystkich istotnych funkcji procesowych. Inquisitor (inkwizytor, inkwirent) był jednocześnie oskarżycielem, obrońcą i sędzią, który, działając z urzędu, miał dążyć do ustalenia rzeczywistego stanu faktycznego za pomocą racjonalnych środków dowodowych (zeznania świadków, dokumenty). Procedura ta zanikła niemal całkowicie po upadku cesarstwa rzymskiego, ale począwszy od przełomu XII/XIII wieku była stopniowo przywracana do życia, do czego walnie przyczyniło się zaadaptowanie jej przez sądownictwo kościelne do walki z herezją.
Całkowicie niesłuszne jest łączenie inkwizycji z tzw. ordaliami, zwanymi potocznie „sądami bożymi” – czyli próbami niewinności lub prawdomówności oskarżonego opartymi na przeświadczeniu, że Bóg nie dopuści do skazania niewinnego, jak np. próba wody czy próba rozgrzanego żelaza. Ordalia zostały zakazane oficjalnie przez Kościół w 1215 r., a w przepisach dotyczących inkwizycji kładziono duży nacisk na konieczność ustalenia prawdy za pomocą racjonalnych dowodów.
Procedura stosowana przez kościelną inkwizycję w swych zasadniczych zrębach oparta była na owej rzymskiej procedurze inquisitio, która zdominowała następnie całe europejskie sądownictwo w sprawach kryminalnych, jednak z uwagi na charakter czynów podlegających jej jurysdykcji nabrała pewnych cech specyficznych.

### Czas łaski
Zadaniem inkwizycji było zwalczanie herezji, rozumiane jako wykrywanie, nawracanie i karanie heretyków. Z faktu tego wypływały dwa następstwa. Po pierwsze, jej jurysdykcja dotyczyła tylko chrześcijan, rozumianych jako wszystkie osoby ochrzczone, gdyż tylko ktoś, kto był już chrześcijaninem, mógł się dopuścić herezji – odstępstwa od prawd wiary. Po drugie, od inkwizytorów wymagano bycia jednocześnie sędziami i spowiednikami. Inkwizytor powinien był dążyć do skłonienia heretyka do wyznania swych grzechów i sprowadzenia go z powrotem na łono Kościoła katolickiego, a dopiero w razie niepowodzenia stosować kary kryminalne.
Wyrazem takiego podejścia było ustanowienie okresu łaski jako wstępnego etapu działalności trybunału w danej okolicy. Inkwizytorzy, zamierzając wszcząć śledztwo na danym obszarze, musieli najpierw wygłosić kazanie, w którym zobowiązywali ludność do ujawnienia wszystkich znanych sobie faktów i informacji dotyczących herezji (zarówno swojej, jak i innych ludzi) w określonym terminie zwanym „okresem łaski” (8 do 40 dni). Osoby, które w tym okresie dobrowolnie przyznały się do winy i złożyły zeznania, z reguły otrzymywały jedynie karę pokutną, np. odbycie pielgrzymki, noszenie żółtych krzyży na odzieniu, grzywna, jałmużna na określony cel (np. na obronę Ziemi Świętej), odmawianie modlitw itp.
W czasach nowożytnych praktyka dotycząca okresów łaski została w znacznej mierze (choć nie całkowicie) zaniechana. Ustalana była po prostu lista przestępstw podlegających denuncjacji, rokrocznie odczytywana w danym okręgu („edykt wiary”), bez ustanawiania jakichś szczególnych terminów. Osoby, które dobrowolnie zgłaszały się do inkwizytora i przyznawały się do opisanych w niej czynów, uzyskiwały pokutę na zasadach, jak dawniej w okresach łaski.

### Proces
Po upływie okresu łaski wszczynano właściwą procedurę sądową. Osoby podejrzane o herezję były wzywane do stawiennictwa przed trybunałem; uporczywe uchylanie się od tych wezwań traktowano jako dowód herezji i skutkowało ekskomuniką. Osoby, co do których istniało jedynie podejrzenie herezji, niepoparte wiarygodnymi dowodami, mogły oczyścić się z zarzutu za pomocą uroczystej przysięgi oczyszczającej (purgatio) popartej przez poręczycieli o nieposzlakowanej reputacji. W innych przypadkach podejrzany z reguły trafiał do aresztu, który inkwizytorzy uważali za skuteczny środek wymuszania od heretyków przyznania się do winy z jednej strony i zapobiegający matactwom oraz zorganizowanemu oporowi wspólnot heretyckich z drugiej strony.
Podstawowymi dowodami były zeznania świadków oraz samych oskarżonych. W sprawach o herezję dopuszczano do zeznań osoby, które nie mogły świadczyć w innych sprawach np. krzywoprzysięzców, żydów, osoby ekskomunikowane itp., choć ich zeznania traktowano jako mniej wartościowe niż ludzi o nieposzlakowanej opinii. Przesłuchania prowadził inkwizytor w obecności co najmniej dwóch innych duchownych. Przesłuchiwani, niezależnie od tego, czy byli podejrzanymi czy tylko świadkami, musieli przysiąc na Ewangelię, że będą mówić prawdę o związkach z herezją, zarówno swoich, jak i innych osób, także już zmarłych. Zeznania były protokołowane. Przesłuchania podejrzanego miały na celu skłonienie go do przyznania się do winy; publikowane od lat 40. XIII wieku podręczniki dla inkwizytorów poświęcone są w głównej mierze temu, jak osiągnąć ten cel. Przyznanie się do winy postrzegano z jednej strony jako koronny dowód w sprawie, a z drugiej – jako wstęp do nawrócenia heretyka. Jeśli oskarżony się nie przyznawał, do jego skazania wymagano zeznań co najmniej dwóch wiarygodnych świadków. Imiona świadków zatajano przed oskarżonym. Regulacja ta została wprowadzona w okresie, gdy inkwizycja walczyła z mającą w Langwedocji i Lombardii silną pozycję i możnych protektorów herezją katarów i miała służyć ochronie denuncjatorów przed zemstą, została jednak utrzymana także po ustaniu tych przyczyn i była jednym z najczęściej krytykowanych elementów procedury inkwizycyjnej.
W świetle zachowanej dokumentacji wydaje się, że jedną z najskuteczniejszych metod obrony dla oskarżonego było prawo sporządzania listy „śmiertelnych wrogów” – zeznania takich osób nie mogły stanowić dowodu w jego sprawie. Przysługiwały mu jednak także inne uprawnienia. Mógł powoływać własnych świadków, co jednak w praktyce było utrudnione, gdyż osoby zeznające w obronie oskarżonych o herezję ściągały na siebie ryzyko podejrzenia o sprzyjanie herezji, zwłaszcza jeśli osoba, której broniły, zostawała ostatecznie skazana. Oskarżony miał wgląd w obciążające go zeznania, jednak protokoły te udostępniano mu dopiero po usunięciu z nich informacji mogących ujawnić tożsamość świadków. Osoby podejrzane o herezję mogły korzystać także z pomocy prawnej, a od XV wieku było przyjęte, że każdy oskarżony musiał mieć wyznaczonego obrońcę. Reguły udzielania pomocy prawnej były jednak obwarowane licznymi restrykcjami, które znacznie osłabiały znaczenie tego uprawnienia. Zadaniem adwokata nie była bowiem obrona jego klienta, lecz pomoc w ustaleniu prawdy i zapobieżenie ewentualnemu skazaniu osoby niewinnej. Z tego względu, z chwilą, gdy adwokat doszedł do wniosku, że oskarżony jest winny zarzucanych mu herezji, zobowiązany był odstąpić od dalszej obrony; ponadto inkwizytor mógł cofnąć zgodę na udział obrońcy, jeśli uznał, że wina oskarżonego jest w dostateczny sposób udowodniona. Prawo kanoniczne zabraniało bowiem udzielania pomocy prawnej heretykom. W sprawach o herezję adwokatów nie obowiązywała tajemnica zawodowa, wręcz przeciwnie, byli oni zobowiązani ujawnić inkwizytorom obciążające oskarżonego informacje, które uzyskali, udzielając mu pomocy prawnej. Ponadto oskarżony z reguły nie miał możliwości wyboru prawnika, lecz musiał zaakceptować osobę wyznaczoną mu przez inkwizytora. Począwszy od XVI wieku obrońcami zostawali najczęściej urzędnicy trybunału inkwizycyjnego.
W celu uzyskania przyznania się do winy dopuszczalne było stosowanie tortur. Zezwolił na to papież Innocenty IV w bulli Ad extirpanda z 1252 roku. Tortury należało stosować tak, aby uniknąć spowodowania śmierci lub trwałego kalectwa. Do zastosowania tortur konieczna była zgoda całego składu sędziowskiego, w tym przedstawiciela miejscowego biskupa. Zasadą było, że należy je stosować tylko raz, choć później niekiedy obchodzono ten zakaz, traktując kolejne sesje tortur jako „kontynuację”, a nie powtórne zastosowanie. Podobnie jak w sądach świeckich, zeznania uzyskane w ten sposób mogły stanowić dowód tylko, gdy zostały dobrowolnie potwierdzone przez oskarżonego już po zakończeniu tortur. W świetle zachowanych protokołów wydaje się, że kościelna inkwizycja rzadko uciekała się do tego sposobu uzyskiwania zeznań. Średniowieczni inkwizytorzy preferowali raczej stosowanie takich środków przymusu jak areszt, pozbawienie snu czy ograniczenie pożywienia, niż zadawanie bezpośrednich cierpień fizycznych oskarżonemu. Wielu inkwizytorów (np. Mikołaj Eymeric, autor Directorium Inquisitorum) otwarcie wyrażało swój sceptycyzm wobec użyteczności tortur w procesie, uważając, że prowadzą one raczej do łamania ludzi słabych, ale niekoniecznie do ustalenia prawdy. Także w epoce nowożytnej trybunały inkwizycyjne nie szafowały torturami. Co więcej, stosowany przez nie asortyment tortur był znacznie skromniejszy niż w sądach świeckich. W Hiszpanii zauważalny jest jednak dość wysoki (rzędu ponad 30%) odsetek torturowanych w przypadku niektórych kategorii przestępstw, zwł. judaizantów oraz sodomitów. Choć inkwizycja z reguły rzadko uciekała się do tortur i około połowy XVIII w. zaprzestała ich stosowania, to jednak dopiero w 1816 zostały one formalnie zakazane.

### Kary

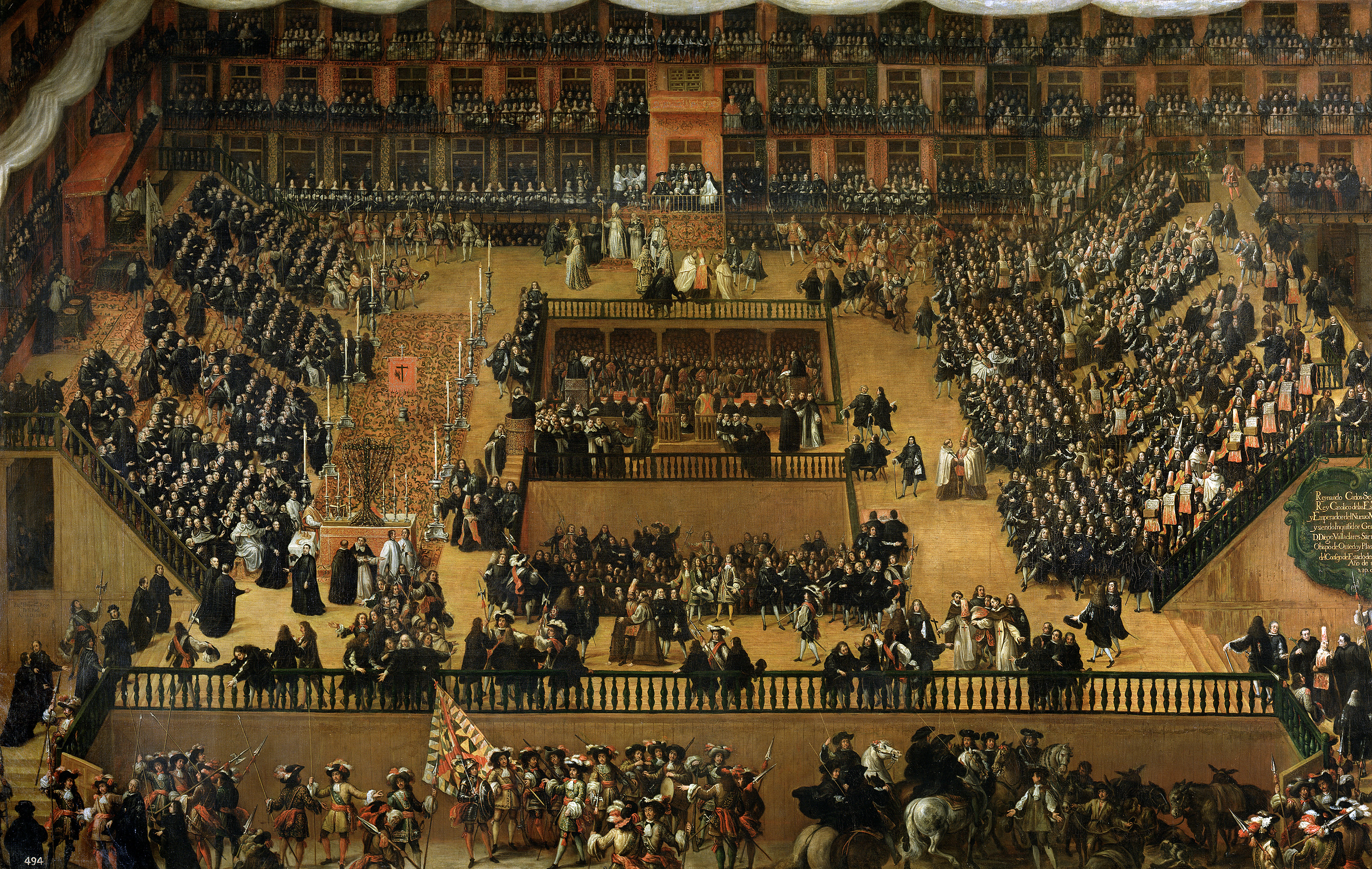
Auto-da-fé „Akt wiary” – ceremonia ogłoszenia wyroków przez inkwizycję w Madrycie w 1680 w obecności króla Karola II; obraz Francisco Rizzi, Prado

Karą przewidzianą za herezję, zgodnie z ustawodawstwem cesarza Fryderyka II, zaakceptowanym następnie przez papieży Grzegorza IX i Innocentego IV, było spalenie żywcem na stosie. Ponieważ jednak celem inkwizycji, według prawa kanonicznego, miało być w pierwszej kolejności doprowadzenie heretyka do pojednania z Kościołem, kara ta miała zastosowanie tylko do osób konsekwentnie odmawiających podporządkowania się Kościołowi. Jeżeli oskarżony okazał skruchę i wyrzekł się herezji, otrzymywał rozgrzeszenie. Jako karę wymierzano wówczas typowe środki pokutne, które mógł nałożyć także zwykły kapłan w przypadku popełnienia przez penitenta grzechu śmiertelnego, jak np. odmawianie modlitw, post, noszenie oznak hańby, pielgrzymka, kara pieniężna, chłosta itp. W poważniejszych (w oczach inkwizytorów) przypadkach skazywano na więzienie. Karę tę stosowano zwłaszcza wtedy, gdy inkwizytor wątpił w szczerość skruchy oskarżonego. Istniały dwa rodzaje kary więzienia: murus largus oraz murus strictus. W tym pierwszym przypadku więzień miał swobodę poruszania się w obrębie więzienia i spotykania z rodziną, w tym drugim pokutnik przebywał w pojedynczej celi o zaostrzonym rygorze. W średniowieczu kara więzienia była prawdopodobnie najczęściej stosowaną karą przez inkwizycję, przynajmniej w Langwedocji. Karę tę orzekano na ogół bezterminowo, przeważnie jednak uchylano ją już po kilku miesiącach i zamieniano na wolnościowe środki pokutne. Inkwizytorzy często udzielali zgody na przerwę w wykonywaniu kary ze względów zdrowotnych. Niezwykle rzadko zdarzało się, by skazaniec przebywał w więzieniu dłużej niż kilka lat, choć znane są przypadki heretyków, którzy spędzili w nim nawet ponad 30 lat. W czasach nowożytnych do katalogu kar inkwizycyjnych doszły galery
Jeśli oskarżony konsekwentnie trwał przy swoich poglądach albo mimo przekonujących w oczach inkwizytorów dowodów winy dalej zaprzeczał zarzutom, inkwizycja skazywała go na śmierć. Z reguły na karę śmierci skazywano także osoby, które po uprzednim rozgrzeszeniu ponownie popadły w herezję (tzw. relapsos), nawet jeśli powtórnie okazały skruchę. Teoretycznie inkwizytorzy, jako osoby duchowne, nie mieli prawa do orzekania kary śmierci, toteż formalnie jedynie przekazywali skazańca władzy świeckiej w celu wymierzenia mu „stosownej kary”. Ustawy papieża Innocentego IV z lat 1243–1252, recypujące prawodawstwo antyheretyckie cesarza Fryderyka II z lat 1220–1239, nie pozostawiały jednak wątpliwości, że pod tym eufemizmem kryje się kara śmierci. Jeśli skazany w ostatniej chwili okazał skruchę, to w zależności od tego, czy wcześniej był już karany za herezję czy też nie, albo zamieniano mu karę śmierci na więzienie, albo sposób wykonania egzekucji zamieniano ze spalenia żywcem na uduszenie. Wyrok śmierci zawsze łączył się z orzeczeniem konfiskaty majątku skazańca.
Zbiegłych podejrzanych automatycznie uznawano za heretyków i skazywano zaocznie na śmierć (in absentia). W czasach nowożytnych, w przypadku wydania wyroku na zbiegów, palono na stosie ich kukłę lub portret (spalenie in effigie), co nie wykluczało oczywiście realnego wykonania egzekucji (in persona) w razie ich ujęcia; liczba wyroków zaocznych była szczególnie duża w ciągu pierwszych lat działalności inkwizycji hiszpańskiej. Szczątki zmarłych heretyków były ekshumowane i najczęściej palone. Wyroki tego rodzaju z reguły pociągały za sobą konfiskatę majątku skazańca.
Zagrożenie karą śmierci z zasady nie dotyczyło drobnych wykroczeń przeciwko wierze i moralności (bluźnierstwo, bigamia, przesądy itp.), które w czasach nowożytnych stanowiły znaczny odsetek spraw rozpatrywanych przez trybunały inkwizycyjne.
Wyroki ogłaszano na publicznych ceremoniach pokutnych, w średniowieczu zwanych sermones fidei, a nowożytnej Hiszpanii i Portugalii autos da fe.

### Reforma procedury w 1816
Gdy po okresie wojen napoleońskich wznowiono w niektórych krajach działalność inkwizycji, papież Pius VII w 1816 dokonał gruntownej reformy jej procedury. Zakazał stosowania tortur i zniósł anonimowość świadków, zobowiązując sędziów do konfrontowania ich z oskarżonym. Ponadto stosowanie kar kryminalnych ograniczono do „fałszywych proroków i apostołów fałszywych doktryn”, zakazując wymierzania ich „zwykłym” heretykom, a w każdej sytuacji proces miał być prowadzony „tak, by uniknąć kary śmierci”.

## Liczba osób skazanych na śmierć przez inkwizycję
Ustalenie dokładnej liczby osób skazanych na śmierć przez inkwizycję jest niemożliwe z powodu fragmentaryczności zachowanych danych. W potocznej świadomości społeczeństwa, poprzez liczne stereotypy, występują skłonności do zawyżania tej liczby i wyolbrzymiania skali prześladowań heretyków, jednak badania historyczne prowadzone na przestrzeni ostatnich stu lat stopniowo korygują ten pogląd. Ks. Grzegorz Ryś w swoim haśle „Inkwizycja” w 30-tomowej Encyklopedii PWN podaje, że „zachowane fragmentarycznie źródła wskazują, że wyrokiem śmierci (z reguły przez spalenie na stosie) kończyło się ok. 5% wszystkich dochodzeń”.
Mówiąc o wyrokach śmierci wydanych przez inkwizycję należy odróżnić rzeczywiste egzekucje (in persona) od egzekucji wykonywanych symbolicznie (in effigie), polegających na spaleniu wizerunku skazańca potępionego zaocznie (in absentia) lub pośmiertnie (in memoria). Niektóre opracowania, podając liczbę ofiar inkwizycji, nie rozróżniają tych dwóch form, zawyżając w ten sposób liczbę faktycznie straconych.
Mimo sporych luk w dokumentacji jest możliwe przedstawienie w przybliżeniu skali egzekucji dokonywanych przez trybunały inkwizycyjne w poszczególnych krajach. Stosunkowo najlepiej zachowane są archiwa inkwizycji w Hiszpanii i Portugalii. W zestawieniach dla pozostałych krajów na ogół podawane są tylko dane dotyczące egzekucji większej liczby osób albo statystyki dla dłuższego okresu, bez wyliczania przypadków pojedynczych egzekucji.

### Portugalia
Henry Ch. Lea w dziele opublikowanym w 1907 roku podaje dla okresu 1540–1794 liczbę 1175 spalonych in persona, 633 spalonych in effigie i 29 590 ukaranych w inny sposób przez inkwizycję portugalską, zaznacza jednak, że dokumentacja piętnastu autos da fe z okresu okupacji hiszpańskiej (1580–1640) nie zachowała się. Charles Amiel dla tego samego okresu podaje 31 353 wyroków skazujących, w tym 1250 egzekucji in persona i 630 in effigie.
Według Stanleya Payna dokumenty inkwizycji w Portugalii mówią o 1379 spalonych na stosie w okresie od 1543 do 1684, prawdopodobnie jednak dane te obejmują także spalonych in effigie.
Inkwizycja portugalska działała także w Goa w Indiach. Oryginalne dokumenty procesowe zostały zniszczone po zniesieniu tamtejszego trybunału w 1812 roku, na podstawie protokołów inwentaryzacji wiadomo jednak, że przeprowadził on 16202 procesy w latach 1561–1774. Do czasów współczesnych zachowało się jedynie około 2000 najważniejszych dokumentów trybunału (m.in. jego korespondencja z władzami inkwizycji w Lizbonie) i kilka opracowań statystycznych dokonanych w XVII–XIX wieku przez urzędników inkwizycji. Na podstawie tej szczątkowej dokumentacji znana jest lista 71 autos da fe w latach 1600–1774. Wiadomo, że między 1685 a 1773 in persona spłonęło 57 osób, 64 in effigie a 4046 ukarano w inny sposób. Ostatnie trzy wyroki śmierci wykonano w 1773. Inne opracowanie, dotyczące okresu wcześniejszego (1561–1623) dokumentuje 27 autos da fe, w których ukarano 3800 osób, z czego 103 skazano na śmierć, w tym 68 in persona i 35 in absentia. W końcowym okresie, między 1779 a 1812, odbyło się 965 procesów, z których żaden nie zakończył się wyrokiem śmierci.
Biorąc pod uwagę powyższe dane, wydaje się, że można oszacować całkowitą liczbę faktycznie straconych przez portugalską inkwizycję na około półtora tysiąca.

### Hiszpania

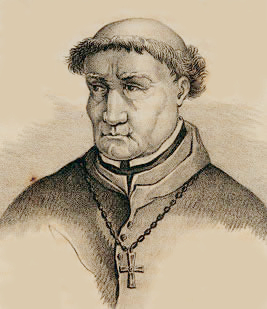
Tomás de Torquemada, pierwszy Wielki Inkwizytor Hiszpanii

Dokumentacja działalności inkwizycji hiszpańskiej w pierwszym okresie (do ok. 1530) nie zachowała się dla wszystkich trybunałów. Poza nielicznymi wyjątkami nie zachowały się oryginalne dokumenty procesowe, stąd większość szacunków dokonywanych jest na podstawie relacji z autos da fe.
Brytyjski historyk Henry Kamen ocenia, że do roku 1530 w całej Hiszpanii około 2000 osób zostało straconych z wyroku inkwizycji, a o wiele więcej zostało potępionych zaocznie lub pośmiertnie i spalono ich in effigie i ten szacunek jest dziś najbardziej rozpowszechniony w literaturze naukowej. Biorąc jednak pod uwagę znane dane cząstkowe dla tego okresu, szacunek ten pozostawia bardzo niewielki margines dla luk w dokumentacji. Jean-Pierre Dedieu szacuje, że w początkowym okresie działalności inkwizycja hiszpańska mogła dokonać nawet do 8 tysięcy egzekucji, a włoski historyk Andrea Del Col ocenia ich liczbę nawet na 10500.
W późniejszym okresie liczba spalonych na stosach w Hiszpanii była znacznie mniejsza. Według Payna w latach 1543–1684 na podstawie zachowanych dokumentów inkwizycja posłała w tym kraju na śmierć mniej niż 1000 osób. William Monter podaje szczegółowe statystyki egzekucji dla 14 z 20 trybunałów w latach 1570–1625, które dokonały w tym czasie 535 egzekucji.
W latach 70. XX wieku historycy Jaime Contreras i Gustav Henningsen podjęli próbę dokonania kompleksowego podsumowania działalności trybunałów hiszpańskiej inkwizycji w latach 1540–1700, zarówno jeśli chodzi o klasyfikację czynów zarzucanych oskarżonym, jak i statystyki wydanych wyroków. Sklasyfikowali oni 44674 procesy, w tym 18860 o herezję i 25814 o inne występki. W ich wyniku 826 osób stracono, a 778 spalono in effigie. Dane te zawierają jednak poważne luki, gdyż opierają się wyłącznie na raportach sporządzanych przez lokalne trybunały dla Supremy (tzw. relaciones de causas), które zwłaszcza na początku tego okresu napływały nieregularnie i nie obejmowały wszystkich prowadzonych spraw, zwłaszcza tych drobniejszych. Co więcej, nie wszystkie relaciones de causas się zachowały, np. dla trybunału w Cuence nie zachowały się w ogóle i z tego względu Contreras i Henningsen całkowicie pominęli go w swym zestawieniu, pomimo że zachowały się oryginalne dokumenty procesowe tego trybunału. Gustav Henningsen ocenia, że zachowane relaciones de causas obejmują niewiele ponad połowę wszystkich spraw rozpatrywanych przez inkwizycję w tym okresie i rzeczywistą ich liczbę szacuje na około 87 tysięcy. William Monter podaje liczbę około 1000 straconych w latach 1530–1630 i około 250 w latach 1630–1730. Jeśli jednak przypuszczenia Hennigsena co do faktycznej liczby procesów w latach 1540–1700 są poprawne, to przyjmując proporcjonalnie większą liczbę egzekucji, dawałoby to liczbę około 1600 straconych w ciągu tych 160 lat.
W latach 1701–1746 w całej Hiszpanii spalono co najmniej sto jedenaście osób in persona i sto siedemnaście in effigie na ogólną liczbę 1463 wyroków skazujących na publicznych autos da fe; prawie wszystkie egzekucje miały miejsce w ciągu pięciolecia 1721–1725. Później, w latach 1746–1820 przekazano ramieniu świeckiemu (zarówno in persona, jak i in effigie) jedynie czternaście osób. Ostatnia egzekucja in persona odbyła się w 1781 roku w Sewilli, a in effigie w 1802 w Cuenca, jednak jeszcze w 1826 roku w Walencji powieszono oskarżonego o deizm nauczyciela Cayetano Ripolla; z tego względu Ripoll jest uważany za ostatnią ofiarę hiszpańskiej inkwizycji, choć nie jest to zbyt ścisłe, gdyż instytucja ta została zniesiona sześć lat wcześniej, a wyrok formalnie wydał sąd biskupi.
Całkowitą liczbę procesów przeprowadzonych przez inkwizycję hiszpańską w latach 1480–1820 hiszpański historyk Ricardo García Cárcel ocenia na około 125–150 tysięcy, z czego stracono 3,5%, czyli 4375–5250. Jean-Pierre Dedieu ocenia liczbę procesów na około 200 tysięcy, a liczbę egzekucji na maksymalnie 10 tysięcy. Andrea Del Col podaje liczbę 200 tysięcy procesów w ciągu 340 lat i co najmniej 12100 egzekucji tylko do roku 1700.
Francisco Bethencourt również przyjmuje liczbę około 200 tysięcy procesów i około 12 tysięcy wyroków śmierci, niestety w swej pracy nie czyni różnicy między egzekucjami in persona i in effigie.

### Włochy

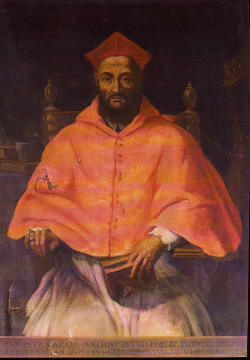
Kardynał Gian Pietro Carafa, późniejszy papież Paweł IV, pierwszy Wielki Inkwizytor Rzymskiej Inkwizycji od 1542

Inkwizycja w Rzymie po roku 1542 wysłała na stos co najmniej 128 osób, jednak dokumentacja jej działalności jest niekompletna i rzeczywiste dane mogą być nawet o około 50% wyższe. Dane dla kilku innych trybunałów są następujące:
- Wenecja (1541–1794) – 23 egzekucje
- Udine (1557–1798) – 5 egzekucji
- Bolonia (1543–1583) – 19 egzekucji
- Ankona – 25 egzekucji w roku 1556

Trybunał w Mediolanie w drugiej połowie XVI wieku spalił dwunastu heretyków, a trybunał w Modenie tylko jednego (w 1567). Włoski historyk Andrea Del Col ocenia, że w latach 1542–1800 inkwizycja we Włoszech przeprowadziła około 51–75 tys. procesów, z czego ok. 1250 zakończyło się wyrokami śmierci. Trzeba jednak zaznaczyć, że szacunek ten opiera się na przyjęciu pewnej średniej liczby procesów i egzekucji przypadających na każdy z 46 lokalnych trybunałów, w oparciu o badania prowadzone nad zaledwie kilkoma takimi trybunałami (Wenecja, Udine, Neapol, Modena i Siena). Wynika to z faktu, że archiwa większości trybunałów włoskich zostały zniszczone na przełomie XVIII i XIX wieku. Francisco Bethencourt przyjmuje niższą liczbę około 50 tysięcy procesów, zgadza się natomiast z Del Colem co do liczby egzekucji (około 1250).
Dla okresu wcześniejszego dostępne są jedynie fragmentaryczne dane. W 1276 w Sirmione schwytano około 170 katarów, których następnie uwięziono w Weronie i tam, po dwuletnim procesie, w dniu 13 lutego 1278 ponad stu z nich spalono. W Orvieto na przełomie 1268/1269 skazano 85 heretyków, z czego nikogo nie stracono, jednak w 18 przypadkach wyrok dotyczył osób już zmarłych. W Toskanii inkwizytor Ruggiero spalił co najmniej 11 osób w ciągu mniej więcej jednego roku (1244/1245). Nie licząc egzekucji heretyków z Sirmione w 1278, na terenie Marchii Treviso w latach 1260–1308 udokumentowanych jest 36 egzekucji z wyroku inkwizycji. W latach 1291–1310 w Bolonii stracono 10 osób. W Piemoncie w latach 1312–1395 spalono 22 heretyków (głównie waldensów) na 213 skazanych. 22 waldensów spłonęło w Cuneo ok. 1440 i kolejnych 5 na terenie markizatu Saluzzo w 1510. Zachowały się także fragmentaryczne dane o dość licznych egzekucjach osób podejrzanych o uprawianie czarów na północy Włoch w XV i na początku XVI wieku. Wolfgang Behringer ocenia, że egzekucji tych mogło być nawet około dwóch tysięcy. Tak duża liczba straconych czarownic wynikła prawdopodobnie z przyjęcia przez niektórych inkwizytorów poglądu o wyjątkowym charakterze zbrodni czarodziejstwa, powodującym, że w stosunku do jego sprawców nie mają zastosowania zwykłe reguły dotyczące procesów o herezję. Wiele domniemanych czarownic stracono, pomimo że były sądzone po raz pierwszy i przyznały się do winy, co przy zastosowaniu normalnych reguł oznaczałoby jedynie sankcje kanoniczne, a nie wyrok śmierci. W represjonowaniu domniemanych czarownic aktywna była też inkwizycja biskupia; w 1518 sędziowie delegowani przez biskupa Brescii Paolo Zane wysłali na stos około 70 czarownic z Val Camonica.

### Francja
Francja dysponuje najlepiej zachowanymi archiwami inkwizycji średniowiecznej (XIII–XIV wiek), choć i tak są one mocno zdekompletowane. Aktywność inkwizycji w tym kraju była mocno zróżnicowana, zarówno czasowo, jak i terytorialnie. W pierwszym okresie (1233 do ok. 1330) najaktywniejsze były trybunały w Langwedocji (Tuluza, Carcassonne). Po roku 1330 centrum prześladowań heretyków przeniosło się w rejony alpejskie, natomiast w Langwedocji ustały niemal całkowicie. W północnej Francji przez cały ten czas działalność inkwizycji miała charakter nieregularny i pomijając pierwszych kilka lat nie odznaczała się zbyt dużą intensywnością.
Działający w latach 1233–1244 pierwszy dominikański inkwizytor Francji Robert le Bougre zyskał szczególnie ponurą sławę. W 1236 Robert spalił około 50 osób na obszarze Szampanii i Flandrii, a 13 maja 1239 w miejscowości Montwimer wysłał na stos 183 katarów. Po odwołaniu Roberta z urzędu aktywność inkwizycji w północnej Francji utrzymywała się na bardzo niskim poziomie. Jeden z największych procesów w tym rejonie miał miejsce w latach 1459–1460 w Arras; 34 osoby oskarżono wówczas o czary i satanizm, 12 z nich spalono na stosie.
Głównym ośrodkiem działania inkwizycji średniowiecznej była niewątpliwie Langwedocja. Pierwszych inkwizytorów mianowano tam w 1233 roku, jednak z uwagi na duży opór lokalnych społeczności w ciągu pierwszych kilku lat większość wyroków dotyczyła zmarłych heretyków, których ciała ekshumowano i palono. Rzeczywiste egzekucje zdarzały się sporadycznie i do upadku twierdzy w Montsegur (1244) stanowiły prawdopodobnie nie więcej niż 1% wszystkich wyroków. Poza paleniem szczątków zmarłych duży odsetek stanowiły także zaoczne potępienia oraz pokuty nakładane na heretyków dobrowolnie wyznających swoje winy (np. w latach 1241–1242 inkwizytor Pierre Ceila pojednał z Kościołem 724 heretyków). Inkwizytor Ferrier z Katalonii, prowadzący śledztwo w Montauban między 1242 a 1244, przesłuchał ok. 800 osób, z czego 6 skazał na śmierć a około 20 na więzienie. W latach 1243–1245 Bernard de Caux wydał w Agen i Cahors 25 wyroków więzienia i konfiskaty dóbr. Po upadku Montsegur i przejęciu władzy w Tuluzie przez hrabiego Alfonsa z Poitiers odsetek wyroków śmierci wzrósł do ok. 7% i utrzymywał się mniej więcej na tym poziomie aż do zaniku działalności langwedockiej inkwizycji około 1330 roku. W latach 1245–1246 inkwizytor Bernard de Caux prowadził zakrojone na szeroką skalę śledztwo w rejonie Lauragais i Lavaur. Objęło 39 miejscowości, a przesłuchaniom poddano prawdopodobnie wszystkich dorosłych mieszkańców (5471 osób), z czego 207 uznano za winnych herezji. Z tych 207 nikogo nie skazano na śmierć, 23 osoby skazano na więzienie a 184 na kary pokutne. W latach 1246–1248 inkwizytorzy Bernard de Caux i Jean de Saint-Pierre wydali w Tuluzie 192 wyroki, z czego 43 stanowiły zaoczne potępienia, a 149 to wyroki więzienia. W Pamiers w 1246/1247 zapadło 7 wyroków skazujących na więzienie, a w Limoux w hrabstwie Foix 156 osób skazano na noszenie krzyży. W latach 1249–1257 w Tuluzie inkwizycja wydała 306 wyroków skazujących, nie licząc kar pokutnych nakładanych w „okresach łaski”. 21 osób skazano na śmierć, 239 na więzienie, a ponadto 30 osób potępiono zaocznie i 11 pośmiertnie; w pięciu dalszych przypadkach rodzaj kary nie jest znany, ponieważ jednak wszystkie dotyczyły relapsos (recydywistów), w grę wchodzi jedynie więzienie lub stos. Pomiędzy rokiem 1237 a 1279 w Tuluzie wydanych zostało co najmniej 507 wyroków potępiających (w większości zaocznych lub pośmiertnych), których skutkiem była konfiskata majątku; w Albi między 1240 a 1252 takich wyroków zapadło 60.
Najlepiej udokumentowana jest działalność Bernarda Gui, inkwizytora Tuluzy w latach 1307–1323, gdyż zachował się kompletny rejestr wydanych przez niego wyroków. W ciągu całego okresu swej aktywności inkwizytorskiej wydał on 633 wyroki skazujące przeciw 602 osobom (31 było recydywistami), w tym:
- 41 wyroków śmierci,
- 40 potępień zbiegłych heretyków (in absentia),
- 20 wyroków przeciw osobom zmarłym przed zakończeniem procesu (3 z nich Bernard uznał za zatwardziałych, a ich szczątki spłonęły na stosie),
- 69 nakazów ekshumacji szczątków zmarłych heretyków (66 z nich zostało następnie spalonych),
- 308 wyroków więzienia,
- 136 nakazów noszenia krzyży,
- 18 nakazów odbycia pielgrzymki (17) lub wzięcia udziału w krucjacie (1),
- w jednym przypadku wymierzenie kary zostało odroczone.

Do tego Bernard Gui wydał jeszcze 274 wyroki polegające na złagodzeniu odbywanych kar już skazanym heretykom; w 139 przypadkach zamienił więzienie na noszenie krzyży, a w 135 noszenie krzyży na pielgrzymkę. Do pełnej statystyki należy dodać jeszcze 22 nakazy zburzenia domów służących heretykom za miejsca spotkań oraz jedno potępienie i spalenie pism żydowskich (w tym komentarzy do Tory).
W Langwedocji była aktywna także inkwizycja biskupia. W latach 1232–1234 biskup Tuluzy Rajmund skazał na śmierć kilkudziesięciu katarów. Z kolei biskup Jacques Fournier z Pamiers w latach 1318–1325 prowadził dochodzenie wobec 89 osób, z czego 64 uznał winnymi, a 5 skazał na śmierć.
Po roku 1330 centrum aktywności francuskiej inkwizycji przeniosło się na wschód, w rejony alpejskie, gdzie znajdowały się liczne wspólnoty waldensów. Represje przeciw nim nie miały ciągłego charakteru i były bardzo nieskuteczne. Dane o wyrokach wydanych przez inkwizytorów są fragmentaryczne. W 1348 w Embrun spalono 12 waldensów, a w 1353/1354 aż 168 otrzymało kary pokutne. Na ogół jednak niewielu waldensów wpadało w ręce inkwizycji, gdyż chronili się w trudno dostępnych górskich rejonach, gdzie tworzyli zwarte społeczności. Działający w tym regionie inkwizytorzy, aby móc przeprowadzać procesy, często musieli się odwoływać do zbrojnej pomocy miejscowych władz świeckich (np. ekspedycje zbrojne w latach 1338–1339 i 1366). W latach 1375–1393 (z przerwami) Delfinat był areną działalności inkwizytora Francois Borel, który zyskał wyjątkowo ponurą sławę wśród miejscowych. Wiadomo, że w dniu 1 lipca 1380 ogłosił on zaoczne wyroki śmierci wobec 169 osób, w tym 108 z doliny Valpute, 32 z Argentiere i 29 z Freyssiniere. Nie wiadomo, ile z nich faktycznie wykonano, potwierdzone jest stracenie jedynie sześciu osób schwytanych w 1382.
W XV i XVI stuleciu już tylko sporadycznie dochodzi do większych procesów, np. przeciw waldensom w Delfinacie w 1430–1432 (danych liczbowych brak) i 1532–1533 (7 straconych na ok. 150 sądzonych) czy wspomniany wyżej proces w Arras 1459–1460. W XVI wieku jurysdykcja inkwizycji w królestwie Francji została faktycznie ograniczona do osób duchownych, natomiast wobec świeckich przejęły ją lokalne parlamenty. Między rokiem 1500 a 1560 w Langwedocji spalono za herezję 62 osoby, z czego wszystkie zostały skazane przez Parlament w Tuluzie.
W latach 1657–1659 dwadzieścia dwie rzekome czarownice spalono na rozkaz inkwizytora Pierre’a Symarda w należącej wówczas do Cesarstwa prowincji Franche-Comte.
Trybunał inkwizycyjny w papieskim Awinionie, utworzony w 1541, wydał 855 wyroków śmierci, z czego prawie wszystkie (818) w latach 1566–1574, jednak zdecydowana większość z nich została ogłoszona in absentia.

### Niemcy

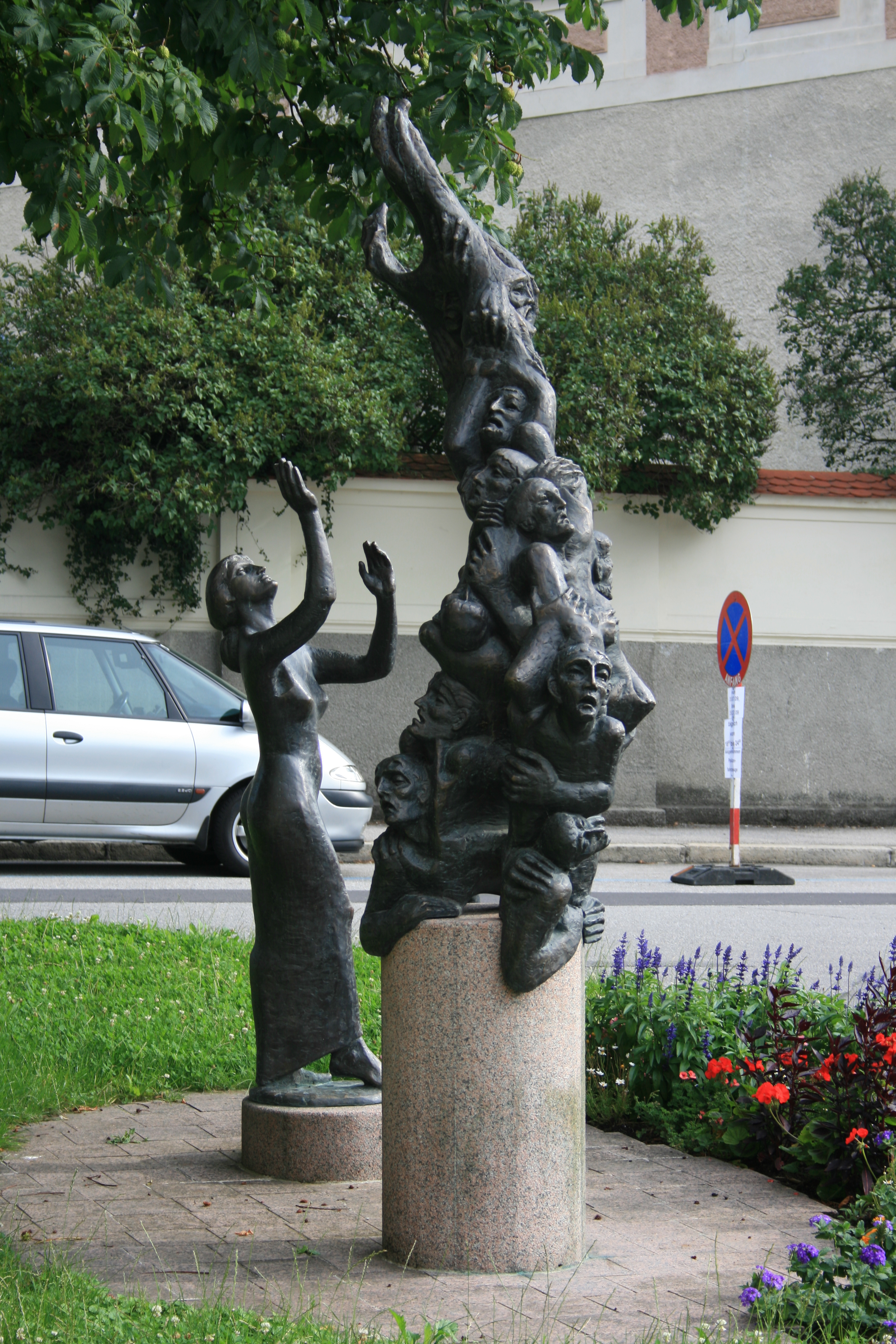
Pomnik upamiętniający prześladowania waldensów w Steyr w Austrii w 1397

Nadrenia i Turyngia w latach 1231–1233 były areną działalności cieszącego się złą sławą inkwizytora Konrada z Marburga. Dokumentacja przeprowadzonych przez niego procesów niestety nie zachowała się, co uniemożliwia ustalenie liczby jego ofiar. Kroniki mówią jedynie o „licznych” spalonych przez niego heretykach. Jedyna konkretna informacja mówi o spaleniu czterech osób w Erfurcie w maju 1232 roku.
Po zamordowaniu Konrada z Marburga w zasadzie nie słychać o płonących stosach w Niemczech przez następne 80 lat. Dopiero na początku XIV wieku podjęte zostały bardziej energiczne działania przeciw heretykom, w znacznej mierze jednak z inicjatywy biskupów. W latach 1311–1315 przeprowadzono liczne procesy przeciw waldensom w Austrii, w których wyniku według niepełnych danych spalono co najmniej 39 osób. W 1336 roku w Angermünde w diecezji brandenburskiej spłonęło kolejnych 14 heretyków.
Liczba skazanych przez papieskich inkwizytorów była mniejsza. Walter Kerlinger w 1368–1369 spalił 10 begardów w Erfurcie i Nordhausen. Z kolei Eylard Schöneveld w 1402–1403 spalił w kilku nadbałtyckich miastach łącznie cztery osoby.
W ostatniej dekadzie XIV stulecia inkwizytorzy biskupi prowadzili zakrojone na szeroką skalę działania przeciw heretykom we wschodnich Niemczech, na Pomorzu, w Austrii i na Węgrzech. Na Pomorzu z 443 skazanych w latach 1392–1394 przez inkwizytora Petera Zwickera, prowincjała zakonu celestynów, żaden nie powędrował na stos, gdyż wszyscy podporządkowali się Kościołowi. Bardziej krwawe były procesy waldensów w Austrii w 1397, gdzie ponad stu waldensów spłonęło na stosie. Wydaje się jednak, że w procesach tych wyroki śmierci stanowiły jedynie kilka procent wszystkich wyroków, gdyż zgodnie z relacją jednego z zaangażowanych w te represje inkwizytorów, liczba heretyków pojednanych z Kościołem od Turyngii aż po Węgry wyniosła około 2000.
W 1414 inkwizytor Heinrich von Schöneveld aresztował w Sangerhausen 84 flagellantów, z czego 3 przywódców wysłał na stos, a na pozostałych nałożył kary pokutne. Ponieważ jednak sekcie tej przypisano związki z buntami chłopstwa trwającymi w Turyngii od 1412, po wyjeździe inkwizytora miejscowe władze zorganizowały masowe polowanie na flagellantów i nie bacząc na jego wcześniejsze wyroki, wysłały na stos co najmniej 168 (być może nawet ok. 300) osób. Inkwizytor Friedrich Müller (zm. 1460) skazał na śmierć 12 z 13 heretyków osądzonych przez siebie w 1446 w Nordhausen. W 1453 ten sam inkwizytor spalił 2 heretyków w Getyndze.
Inkwizytor Heinrich Kramer, autor Malleus Maleficarum, wedle własnych słów skazał na stos 48 osób w ciągu pięciu lat (1481–1486).
Jakub Hoogstraten, inkwizytor Kolonii w latach 1508–1527, skazał na stos cztery osoby.

### Niderlandy
Niderlandy, gdzie odrębny trybunał inkwizycyjny utworzono dopiero w 1522, były głównym ośrodkiem represji wobec protestantów w okresie reformacji. Rola inkwizycji w tych prześladowaniach była jednak ograniczona z uwagi na przyznanie kompetencji do ścigania heretyków także sądom świeckim. Między 1523 a 1566 w Niderlandach udokumentowanych jest prawie tysiąc egzekucji za herezję, z czego tylko jedna piąta została dokonana na podstawie wyroków inkwizycji. Najbardziej aktywny był inkwizytor Flandrii Peter Titelman (zm. 1572), który w latach 1545–1566 osądził około 1400 protestantów i skazał na śmierć 127 z nich.

### Węgry i Bałkany
Na temat działalności inkwizycyjnej na Węgrzech i krajach pozostających pod ich wpływem (Bośnia, Chorwacja) wiadomo bardzo mało, gdyż zachowało się niewiele źródeł mówiących o tej działalności. Wiadomo, że do licznych zarówno nawróceń, jak i egzekucji bośniackich katarów doszło ok. 1239/40, a w 1268 dominikański inkwizytor Andrzej pojednał z Kościołem wielu heretyków w miejscowości Skradin, jednak precyzyjne dane liczbowe nie są znane. Obszary graniczące z Czechami i Austrią były objęte wielką akcją inkwizycyjną przeciwko waldensom na początku XV wieku. Ponadto w latach 1436–1440 w Królestwie Węgier działał jako inkwizytor franciszkanin Jakub z Marchii. Jego misja miała charakter mieszany, kaznodziejsko-inkwizytorski. Z zachowanej korespondencji między Jakubem, jego współpracownikami, węgierskimi biskupami i papieżem Eugeniuszem IV wynika, że pojednał on z Kościołem aż 25 tysięcy ludzi. Z korespondencji tej wynika także, że opornych heretyków karał on śmiercią i do licznych egzekucji doszło w 1437 w diecezji Sirmium, jednak również w tym przypadku liczba straconych nie jest znana.

### Czechy i Polska
W Czechach i Polsce inkwizycję ustanowiono na stałe w 1318 roku, choć represje antyheretyckie w ramach inkwizycji biskupiej prowadzono już w roku 1315, kiedy to w kilku miastach śląskich spalono ponad 50 waldensów. Fragmentarycznie zachowane protokoły dochodzeń prowadzonych przez praskiego inkwizytora Gallusa z Neuhaus w latach 1335 do ok. 1353 mówią o 14 spalonych heretykach z blisko 300 przesłuchanych, jednak szacuje się, że rzeczywista liczba straconych mogła wynosić nawet ponad 200, a całym postępowaniem w różnym stopniu objętych było około 4400 osób.
Na ziemiach należących do Królestwa Polskiego o działalności inkwizycji niewiele wiadomo aż do pojawienia się herezji husyckiej w XV wieku. Polskie trybunały inkwizycyjne w walce z tą herezją wydały co najmniej 8 wyroków śmierci na około 200 przeprowadzonych procesów.

### Podsumowanie
Na podstawie powyżej przytoczonych danych i po uwzględnieniu luk w dokumentacji wydaje się, że można przyjąć liczbę co najmniej kilkunastu tysięcy osób straconych przez inkwizycję od XIII do XVIII wieku we wszystkich krajach, w których działała.

## Historyczne stanowisko papieży
Choć jeszcze Aleksander III w 1163 ułaskawił heretyków schwytanych przez arcybiskupa Reims, jego następca Lucjusz III nakazał konfiskować majątki heretyków i wydawać ich władzom świeckim celem ukarania. Papież Innocenty III nie tylko potwierdził to stanowisko, ale nadto ogłosił w 1209 roku krucjatę przeciw albigensom, która pochłonęła dziesiątki tysięcy ofiar. Papież Grzegorz IX w 1231 roku wpisał do papieskich regestów konstytucję cesarską o karaniu heretyków przez spalenie żywcem oraz zatwierdził tenże rodzaj kary w swojej konstytucji o herezjach (Excommunicamus). Dla poparcia tak brutalnej formy egzekucji posłużono się wypowiedzią Jezusa z ostatniej wieczerzy: „Ten, kto we Mnie nie trwa, zostanie wyrzucony jak winna latorośl i uschnie. I zbiera się ją, i wrzuca do ognia, i płonie.” (J 15,6). W listopadzie 1302 roku papież Bonifacy VIII posługując się niektórymi wersetami z Ewangelii stwierdził, iż Chrystus przyznał Piotrowi prawo do używania dwóch mieczy: duchowego i materialnego, przez co Kościół i kapłani mają prawo posługiwać się królami i żołnierzami do osiągnięcia swych celów. W 1415 roku sobór w Konstancji potępił Jana Husa między innymi za jego naukę zawartą w traktacie de Ecclesia, według której żaden heretyk nie powinien być wydawany ramieniu świeckiemu w celu ukarania go śmiercią. Podobnie też, kiedy Marcin Luter napisał, że palenie heretyków jest sprzeczne z wolą Ducha, papież Leon X potępił to stwierdzenie jako herezję w swojej bulli Exsurge Domine z 1520 roku.
Prawo Kościoła rzymskokatolickiego do stosowania przymusu dla uzyskania posłuszeństwa swym dekretom zostało ponownie potwierdzone w konstytucji Piusa VI Auctorem fidei z 1794 r.

## Kościół i inkwizycja dzisiaj
Refleksja nad działalnością inkwizycyjną Kościoła katolickiego została poważnie podjęta w okresie przygotowań do Jubileuszu 2000 r. z inicjatywy Jana Pawła II, który wezwał do żalu za „przykłady myślenia i działania, będące w istocie źródłem antyświadectwa i zgorszenia” (Tertio millennio adveniente 33). W 1998 r. odbyło się trzydniowe Międzynarodowe Sympozjum Historyczno-Teologiczne o Inkwizycji. W wyniku Sympozjum, 12 marca 2000 r. w czasie obchodów Jubileuszu papież, w imieniu całego Kościoła katolickiego a także wszystkich chrześcijan, przeprosił za te czyny.
„Panie, Boże wszystkich mężczyzn i kobiet, w pewnych okresach historii, chrześcijanie czasami dawali miejsce /przejawom/ nietolerancji i nie byli wierni wielkiemu przykazaniu miłości, kalając w ten sposób oblicze Kościoła – Twej oblubienicy. Miej miłosierdzie dla swych grzesznych dzieci”.
Współczesne stanowisko Kościoła na temat inkwizycji Jan Paweł II wyraził w przesłaniu wydanym z okazji publikacji w 2004 r. akt Sympozjum. 
Papież zwrócił uwagę na rozróżnienie między „zmysłem wiary” (łac. sensus fidei) a powszechnie panującą mentalnością danych czasów. Zmysł wiary ma być kryterium oceny mentalności.
Po drugie, poszukiwanie i obrona prawdy ma być zgodna z tym, co sformułował Sobór watykański II: „Prawda nie inaczej się narzuca, jak tylko siłą samej prawdy, która wnika w umysły jednocześnie łagodnie i silnie”. (Dignitatis Humanae 1, por. Tertio millenio adveniente 35). Po trzecie, instytucja inkwizycji została rozwiązana i to, co Kościół może obecnie zrobić, to odnieść się w duchu pokuty do „przyzwolenia danego, zwłaszcza w niektórych stuleciach, nietolerancji, a nawet stosowaniu przemocy w służbie prawdy”.
Obecna doktryna Kościoła katolickiego naświetla to, czego nauczali papieże w poprzednich wiekach m.in. na temat kompetencji władz świeckich wobec sumień obywateli. Deklaracja o wolności religijnej (Dignitatis humanae) soboru watykańskiego II stwierdza, że „Chociaż w życiu Ludu Bożego, pielgrzymującego przez zmienne koleje ludzkich dziejów, nieraz pojawiał się sposób postępowania nie dość zgodny z duchem ewangelicznym, a nawet mu przeciwny, zawsze jednak trwała w Kościele nauka, że nikogo nie wolno przymuszać do wiary.
Zaczyn ewangeliczny długo tak działał w umysłach ludzkich i w wielkim stopniu przyczynił się do tego, że z upływem czasu ludzie zaczęli szerzej rozumieć godność swej osoby i że dojrzało przekonanie, iż w sprawach religijnych powinna ona zachować w społeczeństwie wolność od wszelkiego przymusu ludzkiego”.
W deklaracji Kościół potępia przemoc i przymus religijny uznając, że każda „osoba ludzka ma prawo do wolności religijnej. Tego zaś rodzaju wolność polega na tym, że wszyscy ludzie powinni być wolni od przymusu ze strony czy to poszczególnych ludzi, czy to zbiorowisk społecznych i jakiejkolwiek władzy ludzkiej, tak aby w sprawach religijnych nikogo nie przymuszano do działania wbrew jego sumieniu ani nie przeszkadzano mu w działaniu według swego sumienia prywatnym i publicznym, indywidualnym lub w łączności z innymi, byle w godziwym zakresie”.
W świetle tego nauczania Soboru, że wolność musi się dokonywać „w godziwym zakresie” należy interpretować starszy dokument Quanta cura Piusa IX (1864 r.), w którym potępiono poglądy osób odmawiających państwu prawa do karcenia tych, którzy naruszają religię katolicką.
Deklaracja soboru watykańskiego II Dignitatis humanae stwierdza też: „Jednym z zasadniczych punktów nauki katolickiej, zawartym w słowie Bożym i nieustannie głoszonym przez Ojców, jest zdanie, że człowiek powinien dobrowolnie odpowiedzieć Bogu wiarą; nikogo więc wbrew jego woli nie wolno do przyjęcia wiary przymuszać”.
W państwach gdzie Kościół i jego struktury są prześladowane, np. w Chinach, Indiach czy krajach muzułmańskich, Kościół odwołuje się do zasady tolerancji i równouprawnienia wyznań. Implikuje to postawę, wyrażoną w Kodeksie prawa kanonicznego (kan. 225, 1254, 1266), iż Kościół ma prawo tam, gdzie to możliwe, korzystać z siły i prawa państwa, którego obywatelami w większości są katolicy, w szerzeniu swej misji. Jednak przedmiotem tych pretensji nie są kwestie prawowierności czy praw mniejszości wyznaniowych. Te mają być przedmiotem autonomii wyznaniowej, i ani nie mają państwa wspierać, ani państwo nie ma prawa w nie ingerować. Pozwala to scharakteryzować postawę Kościoła następująco: obrona swej autonomii przez odwołanie się do zasad tolerancji i wolności, oraz prawo do stosowania legalnych metod zgodnie z prawem lokalnym, dla uzyskania wpływów w zakresie edukacji i prawodawstwa, celem uzgodnienia go z tymi wartościami etycznymi, które uważa za absolutne i uniwersalne. Nie kwestionuje jednocześnie zasad wolności wyznania i sumienia, zgodnie z duchem praw człowieka, których idea pojawiła się w XVIII wieku.
Wolność sumienia współgra z troską o właściwy, wierny przekaz wiary. Kongregacja Nauki Wiary jest instytucją, która bada ortodoksję katolików, szczególnie teologów i ma prawo odebrać licencję nauczania w imieniu Kościoła, jak w przypadku Hansa Künga. Apologetyk Michał Czuma uważa, że współczesny Kościół będąc wolnym od powiązań politycznych z przeszłości i funkcjonując w świecie otwartym na dialog (również w problemach dotyczących nauki Kościoła), nie jest zagrożony błędami powielonymi w przeszłości przez inkwizycję.
Kwestię oceny przeszłości, a zwłaszcza instytucji kościelnych współpracujących z państwem celem strzeżenia ortodoksji kościelnej czy nawracania, Kościół pozostawia badaniom historycznym. Ułatwia je poprzez szereg inicjatyw: porządkowanie i udostępnianie archiwów i inicjowanie badań. Inicjatywy te pojawiły się za pontyfikatu Jana Pawła II, który od 1982 roku w kilku wypowiedziach uznał konieczność ustosunkowania się Kościoła do „licznych form przemocy popełnianych także w imię wiary”, a podczas Wielkiego Jubileuszu Roku 2000 wyznał w imieniu Kościoła „winy popełnione w służbie prawdy”, prosząc za nie Boga o przebaczenie. Szczególnie istotne było przemówienie papieża do uczestników Międzynarodowej Konferencji Naukowej na temat inkwizycji, zorganizowanej w 1984 w ramach obchodów Jubileuszu 2000. Przypomniał w nim o przyzwoleniu Kościoła w przeszłości na nietolerancję i przymus. Jednocześnie podkreślił konieczność osadzenia powołanych do tego instytucji w historycznym kontekście epoki, zanim przystąpi się do oceny etycznej. Kościół katolicki do chwili obecnej nie potępił inkwizycji, choć w liście do uczestników konferencji dot. inkwizycji w 1998 r. papież Jan Paweł II potwierdził skruchę za „błędy popełnione przez tych, którzy służąc prawdzie, uciekali się do nieewangelicznych metod” dodając, że „Kościół nie boi się ujawniania i oceny własnej przeszłości i jest gotów przeprosić za błędy swoich córek i synów”. Także uznawanie niektórych inkwizytorów za błogosławionych i świętych postrzegane jest przez krytyków jako stanowisko dwuznaczne.

## Inkwizycja w kulturze

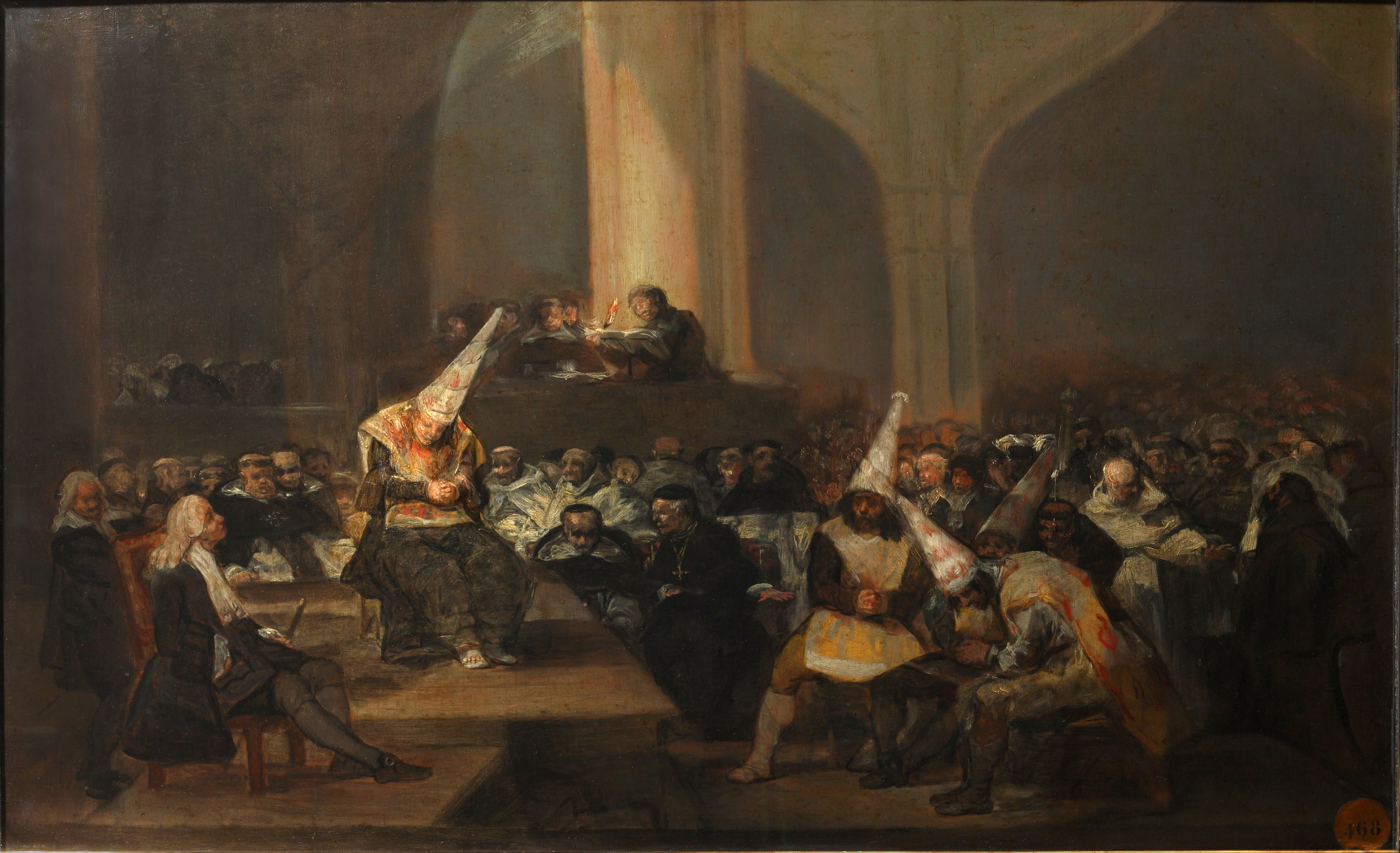
Trybunał Inkwizycji, obraz Goi

Od połowy XVI wieku inkwizycja jest jednym z głównych tematów podejmowanych w antykatolickiej literaturze polemicznej. W pracach protestanckich autorów takich jak Matthias Falcius Illyricus (Katalog świadków Prawdy, 1556) czy Reginaldus Gonsalvius Montanus (Odkrycie i jasne ukazanie praktyk Świętej Inkwizycji Hiszpańskiej, 1567) inkwizycja jawiła się jako jedno z głównych narzędzi papieskiej tyranii, symbol tortur, nietolerancji i nieludzkiego okrucieństwa. Taki obraz inkwizycji (zwany obecnie „czarną legendą” tej instytucji) został przejęty później przez autorów oświeceniowych (np. Woltera) i na dobre wszedł do światowej literatury i sztuki. W ten sposób inkwizycję przedstawia m.in. Fiodor Dostojewski, w: Braciach Karamazow czy Giuseppe Verdi w operze Don Carlo. Także w opowiadaniu Edgara Allana Poe Studnia i wahadło bohater jest więziony i torturowany przez hiszpańską inkwizycję. W Przygodach Dyla Sowizdrzała belgijskiego pisarza Charlesa de Costera (1867) okrucieństwa inkwizycji są symbolem ucisku hiszpańskiego nad ludem belgijskim.
Do współczesnych portretów literackiej inkwizycji należy m.in. filozoficzna powieść Imię róży Umberto Eco, jak i przygodowe powieści Artura Pereza Reverte (W cieniu inkwizycji) czy bestseller Ildefonsa Falconesa Katedra w Barcelonie. Nie jest zapewne przypadkiem szczególna popularność motywu w literaturze hiszpańskiej, gdyż instytucja ta szczególnie mocno wpisała się w historię tego właśnie kraju. Natomiast dość zagadkowa jest popularność tematu w literaturze Polski, w której historii inkwizycja nie miała żadnego znaczenia. Została jednak wykorzystana jako historyczna metafora systemu totalitarnego w powieści parabolicznej Jerzego Andrzejewskiego Ciemności kryją ziemię. Cykl opowieści o Mordimerze Madderdinie autorstwa Jacka Piekary przedstawia alternatywną historię ludzkości, w której brutalność inkwizytorów przekracza nawet to, co znane jest z tzw. czarnej legendy. Ślady nowego stosunku do inkwizycji, wynikłego z aktualnych badań historycznych, zdradza Andrzej Sapkowski w Narrenturmie i Bożych bojownikach. Zasadniczo pozytywnej postaci inkwizytora Grzegorza, tropiącego czarną magię i spiski zagrażające porządkowi społecznemu, autor przeciwstawia demonicznego biskupa wrocławskiego i zarazem świeckiego księcia, cynicznego i żądnego władzy, dla którego Kościół jest jedynie instrumentem zaspokajania niepohamowanych ambicji i żądz. Tematowi temu poświęcił też swoje opowiadanie Rafał A. Ziemkiewicz, w którym ukazuje alternatywną historię ludzkości, gdzie inkwizycja, walcząc z herezją, stoi na straży porządku społecznego i zapobiega np. wybuchowi tej okropnej rewolucji, jak jej tam, francuskiej.
Również sztuki wizualne chętnie malują czarne portrety inkwizycji. Według włoskiego malarza Salvatora Rosy Inkwizycja to wielka sala, która jest zarazem okrutnym więzieniem, salą tortur i miejscem przesłuchań. Szczególnie sugestywne są obrazy hiszpańskie. Francisco Goya w Trybunale Inkwizycji oraz słynnym popularnym cyklu graficznym Kaprysy umieścił inkwizycję w mrocznym świecie okrucieństwa i zabobonu. Jakby kontynuacją wizji Goi jest ekranizacja Imienia róży czy obraz inkwizycji w filmie Duchy Goi Miloša Formana. Reżyser ukazuje inkwizycję w stadium dekadencji, jako grupę zgnuśniałych starców, cień dawnej potęgi. Ożywia ją na chwilę chorobliwie ambitny duchowny, który nie umie się powstrzymać od wykorzystania trybunału dla zaspokojenia swych perwersyjnych żądz. Skompromitowany ucieka i wraca do Hiszpanii z francuską armią, jako gorliwy tępiciel inkwizycji i wróg Kościoła, uosabiający antyklerykalnego ducha rewolucji francuskiej. Forman idzie tu w ślad za rozpowszechnionym wyobrażeniem inkwizycji jako swoistej prehistorii, płynnie ulegającej metamorfozie w nowoczesne formy terroru i totalitarnej kontroli. Inkwizycji nie zabrakło również wśród tematów eksploatowanych przez grupę Monty Python (szczególnie skecz o hiszpańskiej inkwizycji).